# Marignac (Haute-Garonne)
Pour les articles homonymes, voir Marignac.
Marignac est une commune française située dans le sud-ouest du département de la Haute-Garonne, en région Occitanie.
Sur le plan historique et culturel, la commune est dans le pays de Comminges, correspondant à l’ancien comté de Comminges, circonscription de la province de Gascogne située sur les départements actuels du Gers, de la Haute-Garonne, des Hautes-Pyrénées et de l'Ariège. Exposée à un climat de montagne, elle est drainée par la Pique, le ruisseau de Marignac et par divers autres petits cours d'eau. La commune possède un patrimoine naturel remarquable : trois sites Natura 2000 (les « zones rupestres xérothermiques du bassin de Marignac, Saint-Béat, pic du Gar, montagne de Rié », la « haute vallée de la Garonne » et « Garonne, Ariège, Hers, Salat, Pique et Neste »), trois espaces protégés (« la Garonne, l'Ariège, l'Hers Vif et le Salat », le « Burat » et le « Montagne de Rié ») et six zones naturelles d'intérêt écologique, faunistique et floristique.
Marignac est une commune rurale qui compte 488 habitants en 2022. Elle fait partie de l'aire d'attraction de Bagnères-de-Luchon. Ses habitants sont appelés les Marignacais ou  Marignacaises.

## Géographie

### Localisation
La commune de Marignac se trouve dans le département de la Haute-Garonne, en région Occitanie.
Elle se situe à 100 km à vol d'oiseau de Toulouse, préfecture du département, à 22 km de Saint-Gaudens, sous-préfecture, et à 15 km de Bagnères-de-Luchon, bureau centralisateur du canton de Bagnères-de-Luchon dont dépend la commune depuis 2015 pour les élections départementales.
La commune fait en outre partie du bassin de vie de Bagnères-de-Luchon.
Les communes les plus proches sont : 
Cierp-Gaud (1,6 km), Chaum (2,2 km), Signac (2,7 km), Saint-Béat (2,8 km), Eup (2,9 km), Bezins-Garraux (3,3 km), Burgalays (3,4 km), Lez (3,5 km).
Sur le plan historique et culturel, Marignac fait partie du pays de Comminges, correspondant à l’ancien comté de Comminges, circonscription de la province de Gascogne située sur les départements actuels du Gers, de la Haute-Garonne, des Hautes-Pyrénées et de l'Ariège.
Marignac est limitrophe de six autres communes.
Les communes limitrophes sont  Arlos, Baren, Chaum, Cierp-Gaud, Gouaux-de-Luchon et Saint-Béat-Lez.
|            | Chaum            |                |
| Cierp-Gaud | Marignac         | Saint-Béat-Lez |
| Baren      | Gouaux-de-Luchon | Arlos          |

### Paysages et relief
L'église est située dans la basse vallée de la Neste. La commune est localisée à 124 km de Toulouse, dans un vallon qui couvre une surface de 1 295 hectares, à proximité du confluent entre la Garonne et la Pique.
Juste au-dessus de la commune se dresse la montagne de Montcuq ; vers le sud, la commune est dominée par le pic du Burat culminant à 2 154 m et dont le ruisseau traverse le village. Ce ruisseau est appelé « ruisseau de Marignac » ou « le Burat ». Au nord-est, le majestueux pic du Gar (en réalité le pic Saillant, le pic du Gar étant derrière celui-ci), montagne calcaire de 1 786 m, dont la vue est imprenable depuis le village, fait partie intégrante du panorama local.

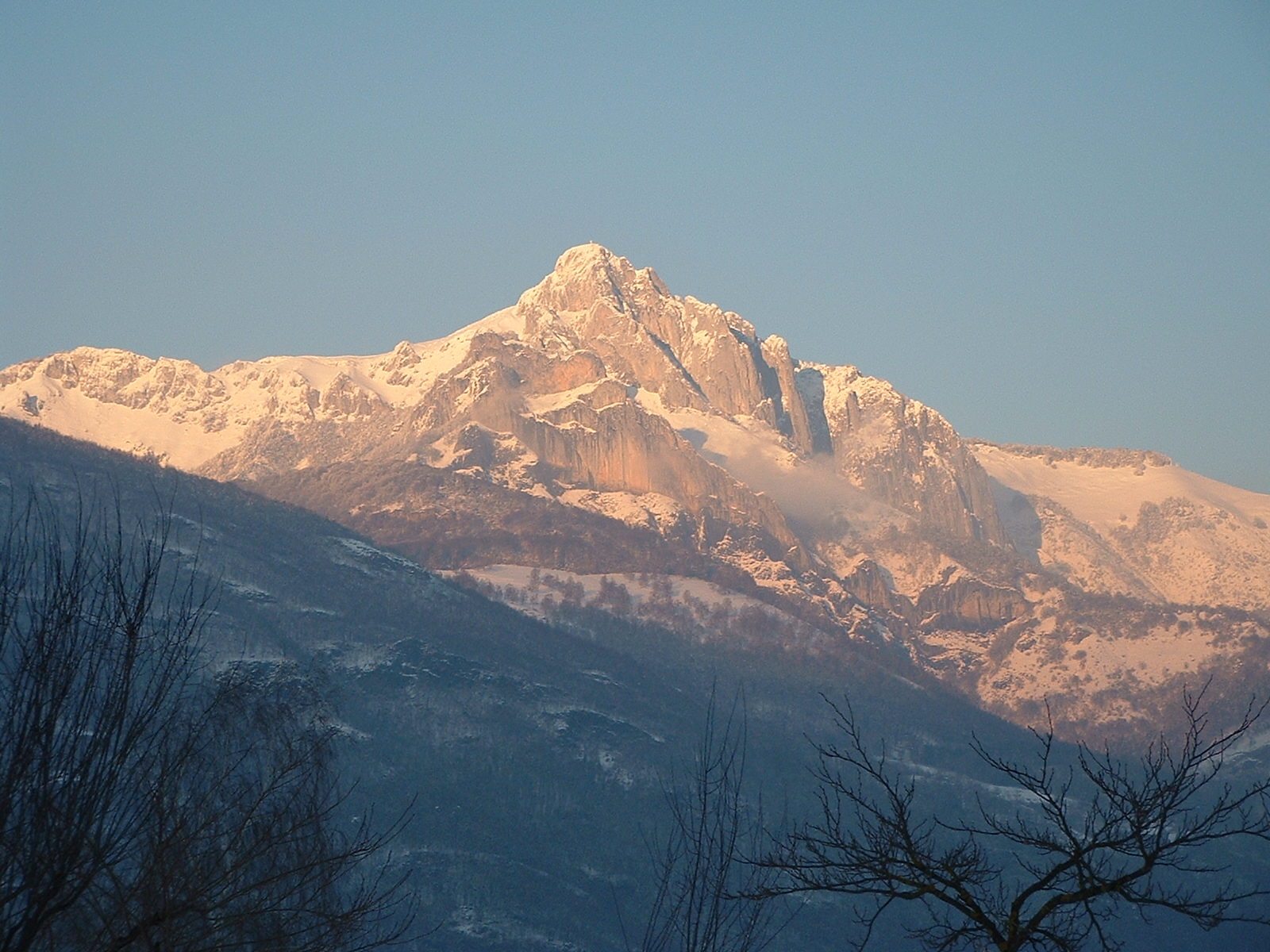
Le pic Saillant vu depuis Marignac.
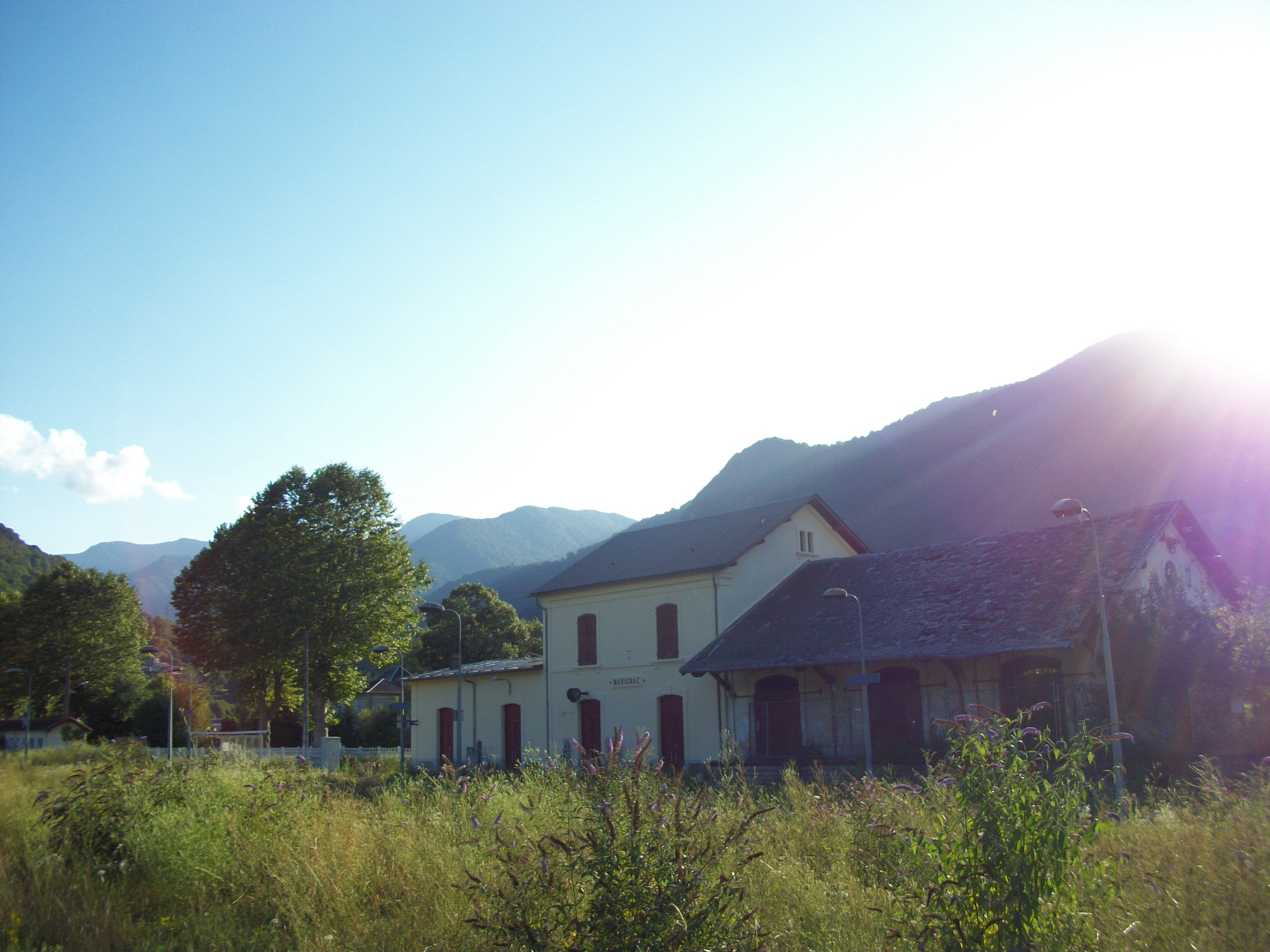
La gare de Marignac - Saint-Béat en 2020

### Hydrographie

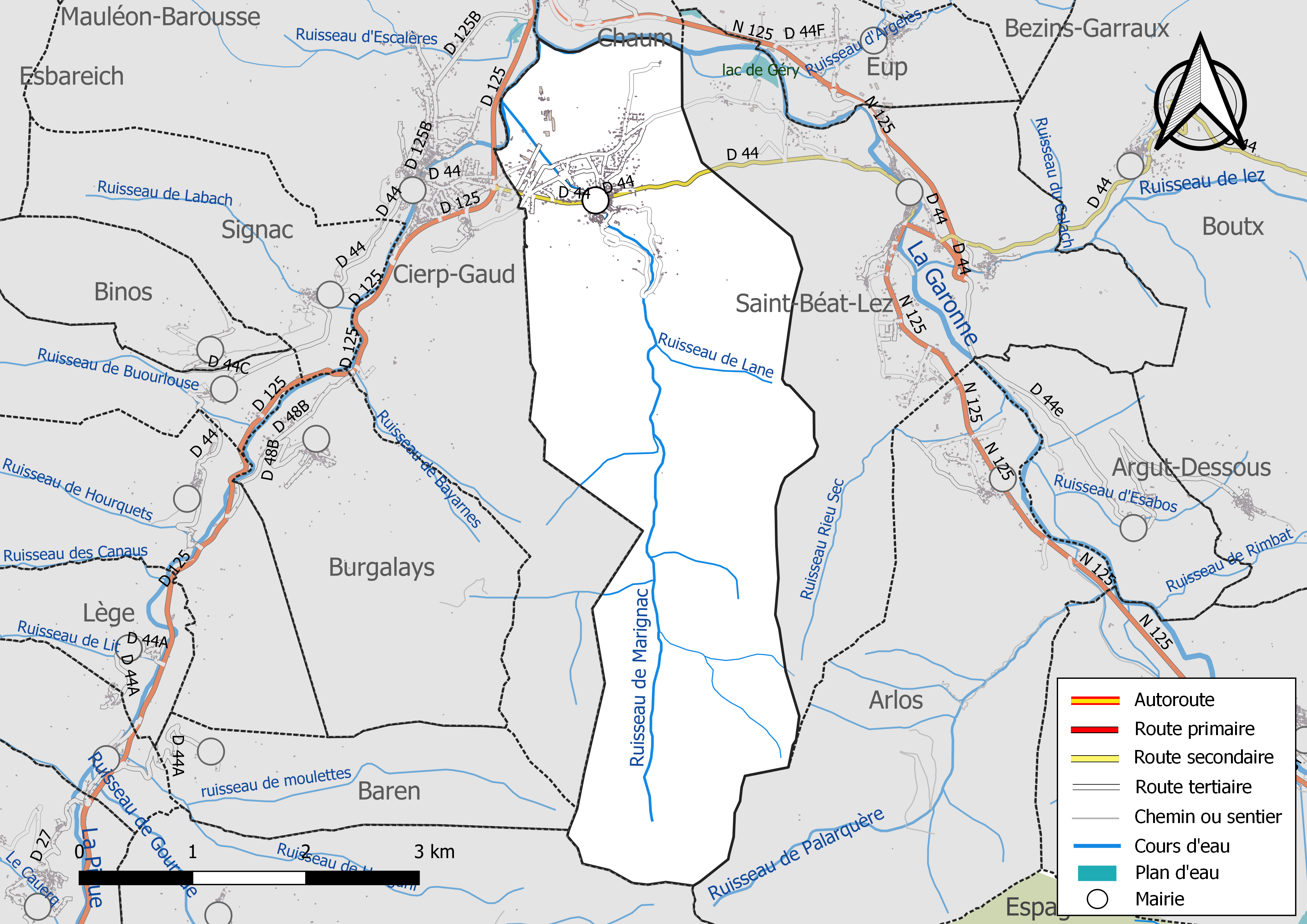
Réseaux hydrographique et routier de Marignac.

La commune est dans le bassin de la Garonne, au sein du bassin hydrographique Adour-Garonne. Elle est drainée par la Pique, le ruisseau de Marignac, le ruisseau de Lane et par divers petits cours d'eau, constituant un réseau hydrographique de 11 km de longueur totale,.
La Pique, d'une longueur totale de 32,9 km, prend sa source dans la commune de Bagnères-de-Luchon et s'écoule vers le nord. Elle traverse la commune et se jette dans la Garonne à Chaum, après avoir traversé 17 communes.

### Climat
Pour des articles plus généraux, voir Climat de l'Occitanie et Climat de la Haute-Garonne.
En 2010, le climat de la commune est de type climat des marges montargnardes, selon une étude s'appuyant sur une série de données couvrant la période 1971-2000. En 2020, Météo-France publie une typologie des climats de la France métropolitaine dans laquelle la commune est exposée à un climat de montagne ou de marges de montagne et est dans la région climatique Pyrénées centrales, caractérisée par une pluviométrie annuelle de 1 000 à 1 200 mm.
Pour la période 1971-2000, la température annuelle moyenne est de 11,6 °C, avec une amplitude thermique annuelle de 14,8 °C. Le cumul annuel moyen de précipitations est de 1 101 mm, avec 9,6 jours de précipitations en janvier et 7,3 jours en juillet. Pour la période 1991-2020, la température moyenne annuelle observée sur la station météorologique la plus proche, située sur la commune de Bagnères-de-Luchon à 15 km à vol d'oiseau, est de 11,5 °C et le cumul annuel moyen de précipitations est de 940,5 mm,. Pour l'avenir, les paramètres climatiques de la commune estimés pour 2050 selon différents scénarios d'émission de gaz à effet de serre sont consultables sur un site dédié publié par Météo-France en novembre 2022.

### Milieux naturels et biodiversité

#### Espaces protégés
La protection réglementaire est le mode d’intervention le plus fort pour préserver des espaces naturels remarquables et leur biodiversité associée,.
Trois espaces protégés sont présents sur la commune : 
- « la Garonne, l'Ariège, l'Hers Vif et le Salat », objet d'un arrêté de protection de biotope, d'une superficie de 1 658,7 ha[18] ;
- le « Burat », une réserve biologique dirigée, d'une superficie de 507,3 ha[19] ;
- le « Montagne de Rié », une réserve biologique dirigée, d'une superficie de 40,5 ha[20].

#### Réseau Natura 2000

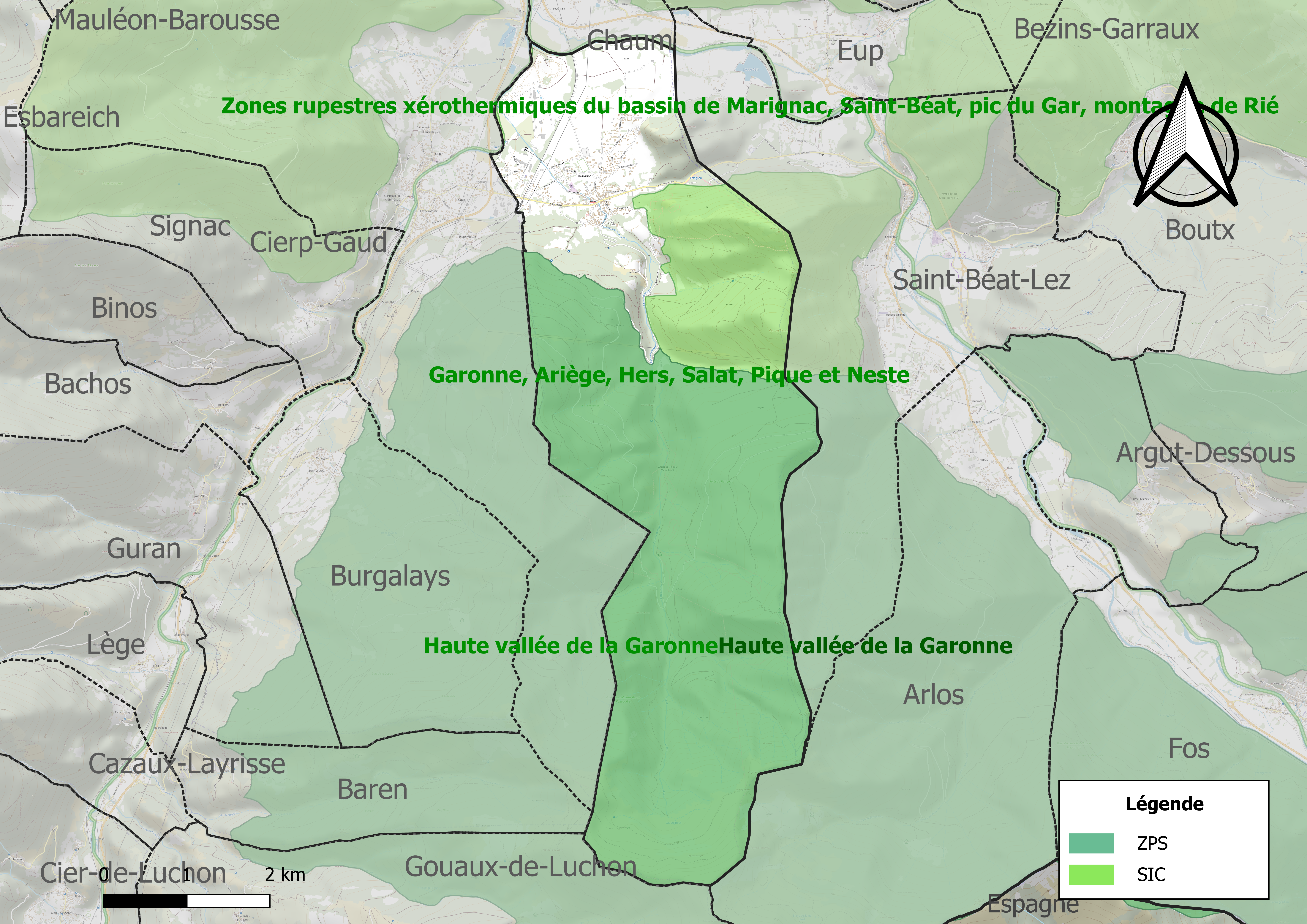
Sites Natura 2000 sur le territoire communal.

Le réseau Natura 2000 est un réseau écologique européen de sites naturels d'intérêt écologique élaboré à partir des directives habitats et oiseaux, constitué de zones spéciales de conservation (ZSC) et de zones de protection spéciale (ZPS).
Un site Natura 2000 est défini sur la commune tant au titre de la directive oiseaux, que de la directive habitats, la « haute vallée de la Garonne ». Occupant une superficie de 11 134 ha, il s'agit d'une vallée profonde, marquée par l'érosion glaciaire, avec une végétation essentiellement acidiphile caractérisée par des landes à Callune, une forte étendue du manteau boisé, une présence ponctuelle de formations alpines et la présence d'Ours liée à une réintroduction expérimentale. Ce site héberge une avifaune de montagne bien représentée avec bon nombre d'espèces de l'annexe I qui s'y reproduisent, parmi lesquelles sept espèces inféodées aux milieux forestiers.
Deux autres sites relèvent de la directive habitats : 
- les « zones rupestres xérothermiques du bassin de Marignac, Saint-Béat, pic du Gar, montagne de Rié », d'une superficie de 7 680 ha, sont un espace présentant une grande richesse floristique et faunistique du fait de la diversité et de la complémentarité des habitats présents (pelouses, landes, forêts, parois rocheuses, ravins, torrents encaissés). Des ours sont présents à la suite de leur réintroduction[25] ;
- « Garonne, Ariège, Hers, Salat, Pique et Neste », d'une superficie de 9 581 ha, un réseau hydrographique pour les poissons migrateurs  avec des zones de frayères actives et potentielles importantes pour le Saumon en particulier qui fait l'objet d'alevinages réguliers et dont des adultes atteignent déjà Foix sur l'Ariège[26].

#### Zones naturelles d'intérêt écologique, faunistique et floristique

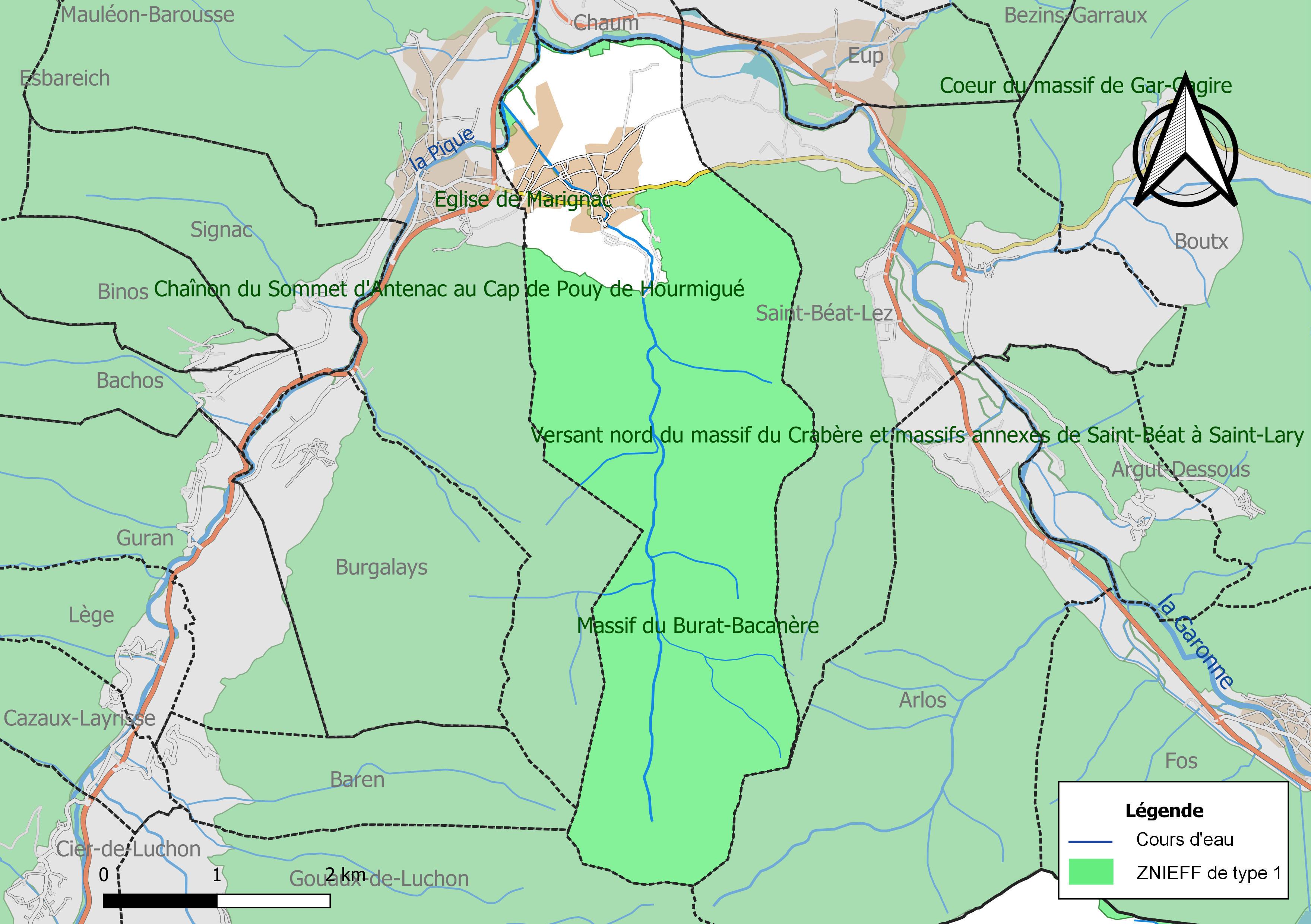
Carte des ZNIEFF de type 1 localisées sur la commune.

L’inventaire des zones naturelles d'intérêt écologique, faunistique et floristique (ZNIEFF) a pour objectif de réaliser une couverture des zones les plus intéressantes sur le plan écologique, essentiellement dans la perspective d’améliorer la connaissance du patrimoine naturel national et de fournir aux différents décideurs un outil d’aide à la prise en compte de l’environnement dans l’aménagement du territoire.
Quatre ZNIEFF de type 1 sont recensées sur la commune :
- l'« église de Marignac » (0 ha)[28] ;
- « la Garonne de la frontière franco-espagnole jusqu'à Montréjeau » (469 ha), couvrant 38 communes dont 28 dans la Haute-Garonne et dix dans les Hautes-Pyrénées[29] ;
- le « massif du Burat-Bacanère » (8 318 ha), couvrant 15 communes du département[30] ;
- la « rivière de la Pique, entre Luchon et la Garonne. » (143 ha), couvrant 16 communes du département[31] ;

et deux ZNIEFF de type 2, : 
- « Garonne amont, Pique et Neste » (1 788 ha), couvrant 112 communes dont 42 dans la Haute-Garonne et 70 dans les Hautes-Pyrénées[32] ;
- la « Haute montagne en Haute-Garonne » (33 294 ha), couvrant 49 communes dont 41 dans la Haute-Garonne et huit dans les Hautes-Pyrénées[33].

## Urbanisme

### Typologie
Au 1er janvier 2024, Marignac est catégorisée commune rurale à habitat dispersé, selon la nouvelle grille communale de densité à sept niveaux définie par l'Insee en 2022.
Elle est située hors unité urbaine. Par ailleurs la commune fait partie de l'aire d'attraction de Bagnères-de-Luchon, dont elle est une commune de la couronne,. Cette aire, qui regroupe 44 communes, est catégorisée dans les aires de moins de 50 000 habitants,.

### Occupation des sols
L'occupation des sols de la commune, telle qu'elle ressort de la base de données européenne d’occupation biophysique des sols Corine Land Cover (CLC), est marquée par l'importance des forêts et milieux semi-naturels (85,1 % en 2018), une proportion sensiblement équivalente à celle de 1990 (84,8 %). La répartition détaillée en 2018 est la suivante : 
forêts (77,7 %), milieux à végétation arbustive et/ou herbacée (7,4 %), zones agricoles hétérogènes (6 %), zones urbanisées (4,7 %), mines, décharges et chantiers (2,3 %), zones industrielles ou commerciales et réseaux de communication (2 %). L'évolution de l’occupation des sols de la commune et de ses infrastructures peut être observée sur les différentes représentations cartographiques du territoire : la carte de Cassini (XVIIIe siècle), la carte d'état-major (1820-1866) et les cartes ou photos aériennes de l'IGN pour la période actuelle (1950 à aujourd'hui).

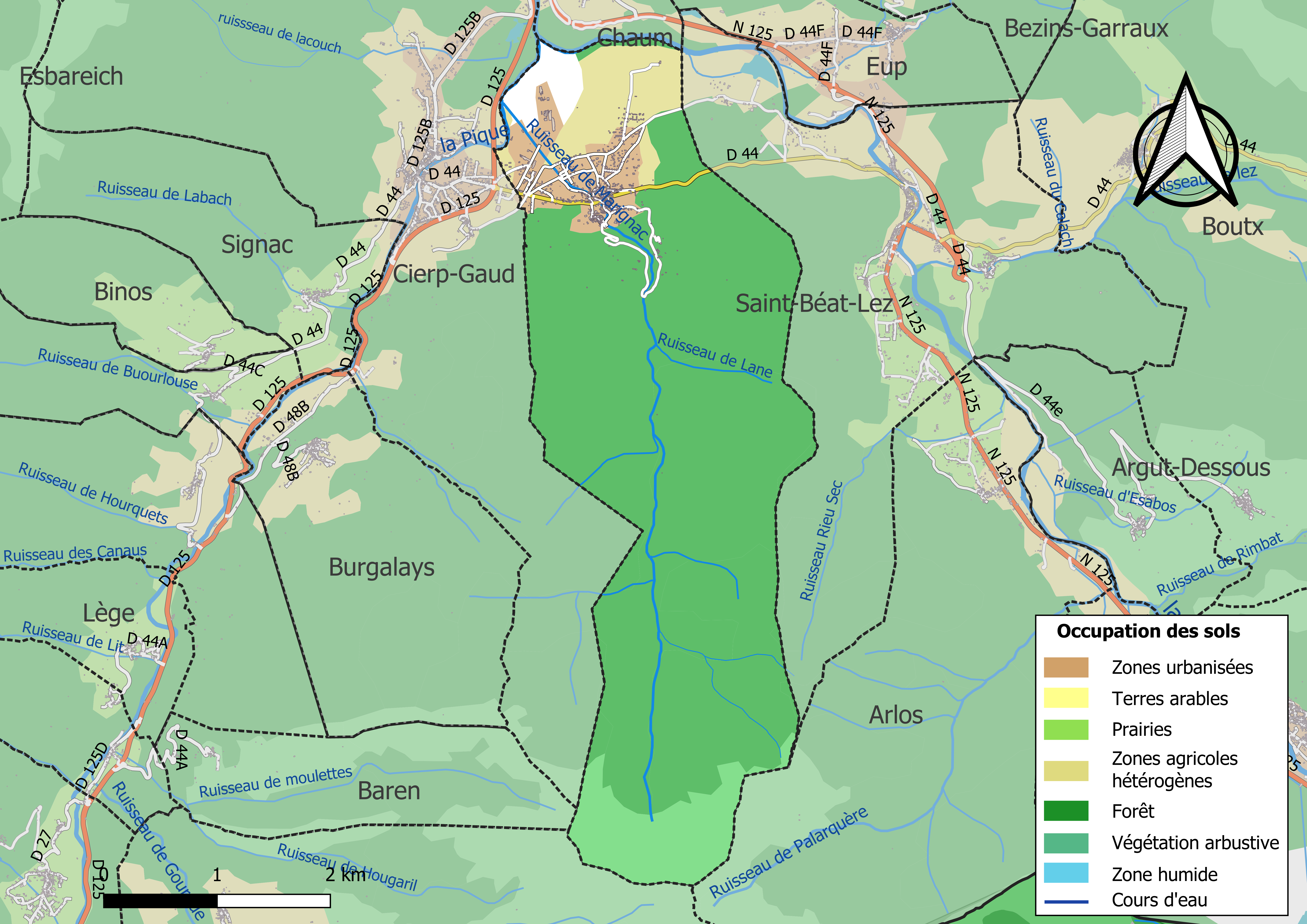
Carte des infrastructures et de l'occupation des sols de la commune en 2018 (CLC).

### Risques majeurs
Le territoire de la commune de Marignac est vulnérable à différents aléas naturels : météorologiques (tempête, orage, neige, grand froid, canicule ou sécheresse), inondations, feux de forêts, mouvements de terrains, avalanche  et séisme (sismicité moyenne). Il est également exposé à un risque technologique, la rupture d'un barrage, et à un risque particulier : le risque de radon. Un site publié par le BRGM permet d'évaluer simplement et rapidement les risques d'un bien localisé soit par son adresse soit par le numéro de sa parcelle.

#### Risques naturels
Certaines parties du territoire communal sont susceptibles d’être affectées par le risque d’inondation par débordement de cours d'eau, notamment la Pique. La commune a été reconnue en état de catastrophe naturelle au titre des dommages causés par les inondations et coulées de boue survenues en 1982, 1999, 2009 et 2013,.
Un plan départemental de protection des forêts contre les incendies a été approuvé par arrêté préfectoral du 25 septembre 2006. Marignac est exposée au risque de feu de forêt du fait de la présence sur son territoire du massif des Petites Pyrénées. Il est ainsi défendu aux propriétaires de la commune et à leurs ayants droit de porter ou d’allumer du feu dans l'intérieur et à une distance de 200 mètres des bois, forêts, plantations, reboisements ainsi que des landes. L’écobuage est également interdit, ainsi que les feux de type méchouis et barbecues, à l’exception de ceux prévus dans des installations fixes (non situées sous couvert d'arbres) constituant une dépendance d'habitation,

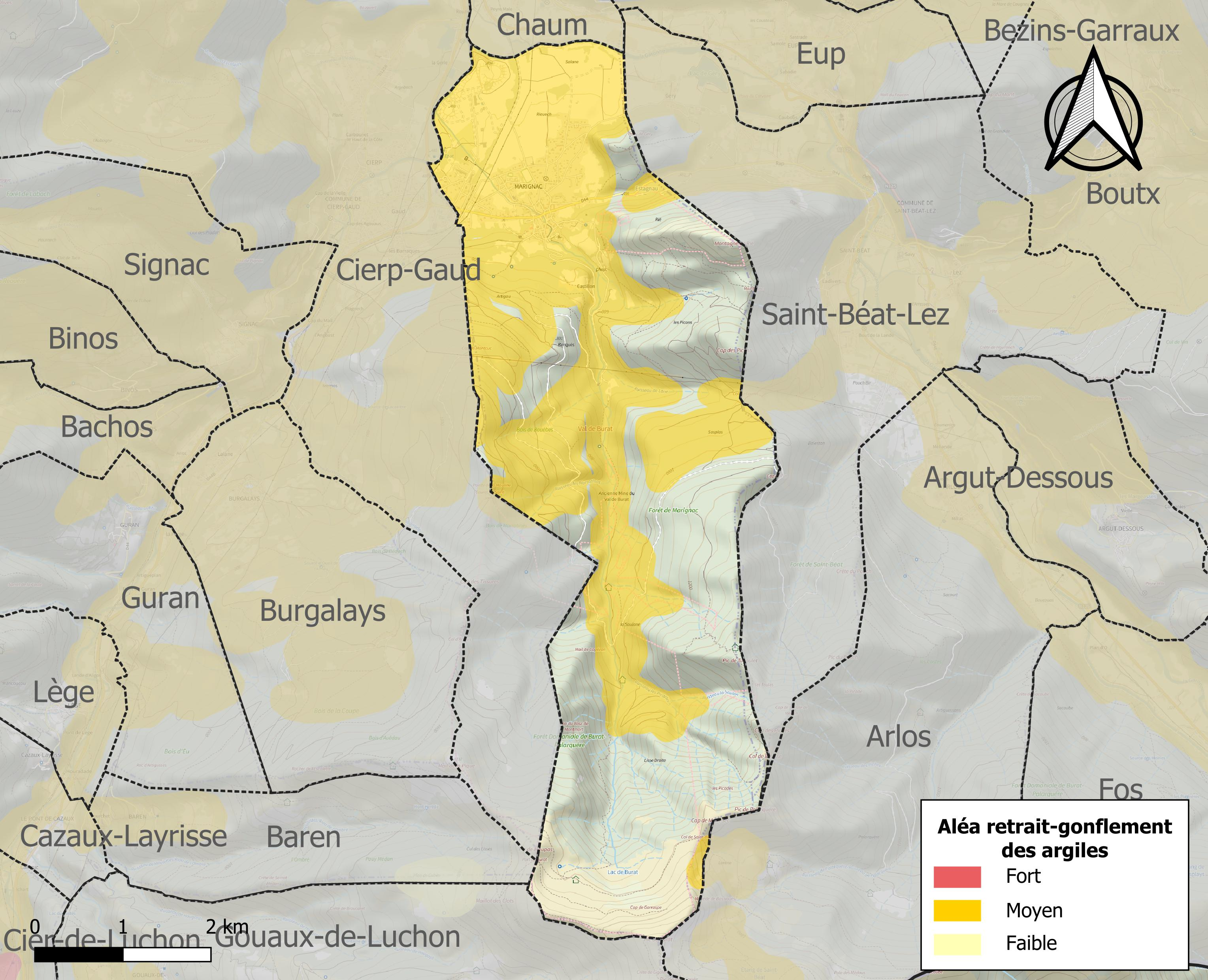
Carte des zones d'aléa retrait-gonflement des sols argileux de Marignac.

La commune est vulnérable au risque de mouvements de terrains constitué principalement du retrait-gonflement des sols argileux. Cet aléa est susceptible d'engendrer des dommages importants aux bâtiments en cas d’alternance de périodes de sécheresse et de pluie. 51,8 % de la superficie communale est en aléa moyen ou fort (88,8 % au niveau départemental et 48,5 % au niveau national). Sur les 352 bâtiments dénombrés sur la commune en 2019, 352 sont en aléa moyen ou fort, soit 100 %, à comparer aux 98 % au niveau départemental et 54 % au niveau national. Une cartographie de l'exposition du territoire national au retrait gonflement des sols argileux est disponible sur le site du BRGM,.
Par ailleurs, afin de mieux appréhender le risque d’affaissement de terrain, l'inventaire national des cavités souterraines permet de localiser celles situées sur la commune.
Concernant les mouvements de terrains, la commune a été reconnue en état de catastrophe naturelle au titre des dommages causés par des mouvements de terrain en 1999 et 2013.

#### Risques technologiques
La commune est en outre située en aval du barrage du Portillon sur la Neste d'Oô. À ce titre elle est susceptible d’être touchée par l’onde de submersion consécutive à la rupture de cet ouvrage.

#### Risque particulier
Dans plusieurs parties du territoire national, le radon, accumulé dans certains logements ou autres locaux, peut constituer une source significative d’exposition de la population aux rayonnements ionisants. Certaines communes du département sont concernées par le risque radon à un niveau plus ou moins élevé. Selon la classification de 2018, la commune de Marignac est classée en zone 3, à savoir zone à potentiel radon significatif.

## Toponymie
Une forme ancienne de Marignac est Marinhacus, Marigniac vers 1757.

## Histoire
Marignac est située dans le couloir naturel de la Garonne et connaît dès le Xe siècle av. J.-C. des vagues de peuplements[réf. nécessaire] indo-germaniques[précision nécessaire]. Le nom de Garonne leur serait dû[réf. nécessaire]. Les « Garumni » (ou Garoumnes), peuplades liguro-celtes, occupèrent la rive gauche de la Garonne[réf. nécessaire]. Les tribus « Gautus » et « Marignaous » s'installèrent dans ce bassin[réf. nécessaire]. Dans l'Antiquité romaine, les gisements de marbre de la montagne d'Arrie sont l'objet d'une intense exploitation, surtout au IIe siècle. Alors située en périphérie de Lugdunum Convenarum (Saint-Bertrand de Comminges), la localité de Marignac est desservie par une grande voie romaine qui mène de Luchon au val d'Aran.
Le village proprement dit est fondé au XIIe siècle. Au Moyen Âge, le village fait partie de la châtellenie des Frontignes et du comté de Comminges. En 1268, une charte attribue aux habitants un régime consulaire, la jouissance des montagnes et des vacants. En 1312, Philippe IV le Bel confisque les biens des Templiers (parmi lesquels la chapelle de Saint-Martin) ; le roi de France devient alors coseigneur de Marignac. En octobre 1667, Louis de Froidour envoyé par Louis XIV en mission de commissaire réformateur des Pyrénées, passa à Marignac et sut y conserver aux paysans l'usage qu'ils faisaient des domaines montagnards.

### Héraldique
Dans l'église de la Nativité-de-la-Sainte-Vierge se trouvent des écus en marbre représentant les armes de familles nobles de Marignac et celles attribuées à saint Pierre.

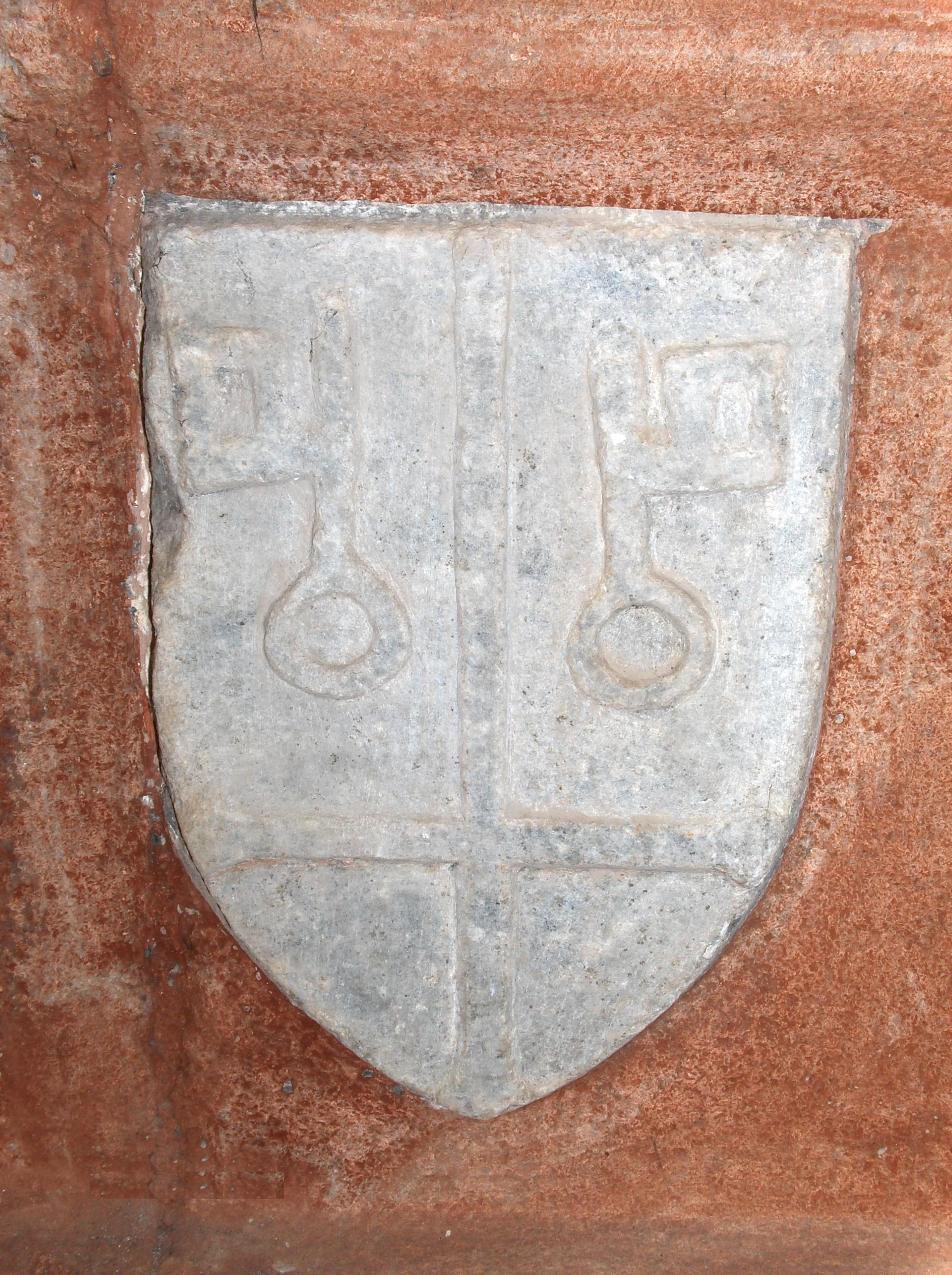
Écu de saint Pierre.
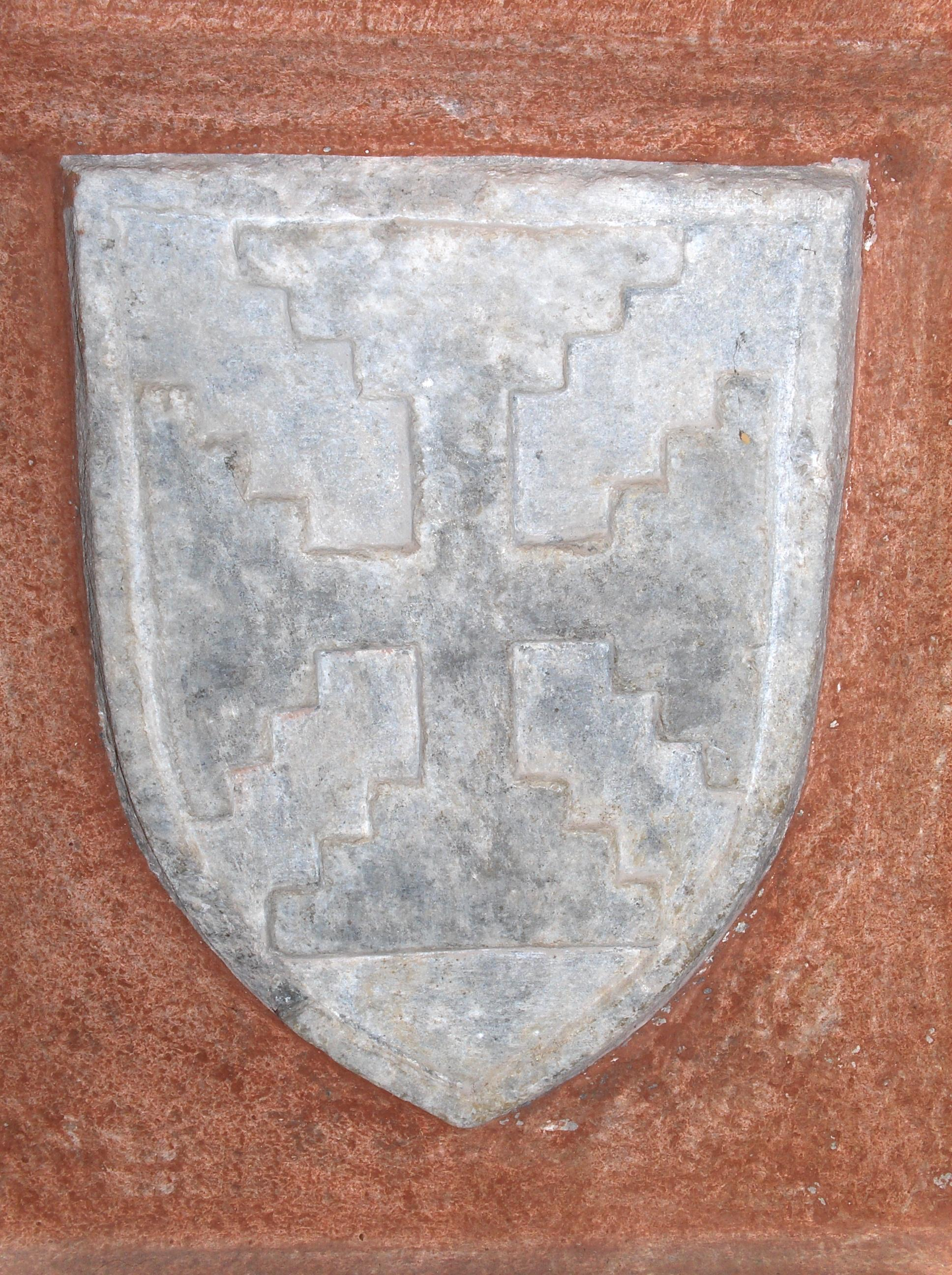
Écu des Sicard de Miramont.
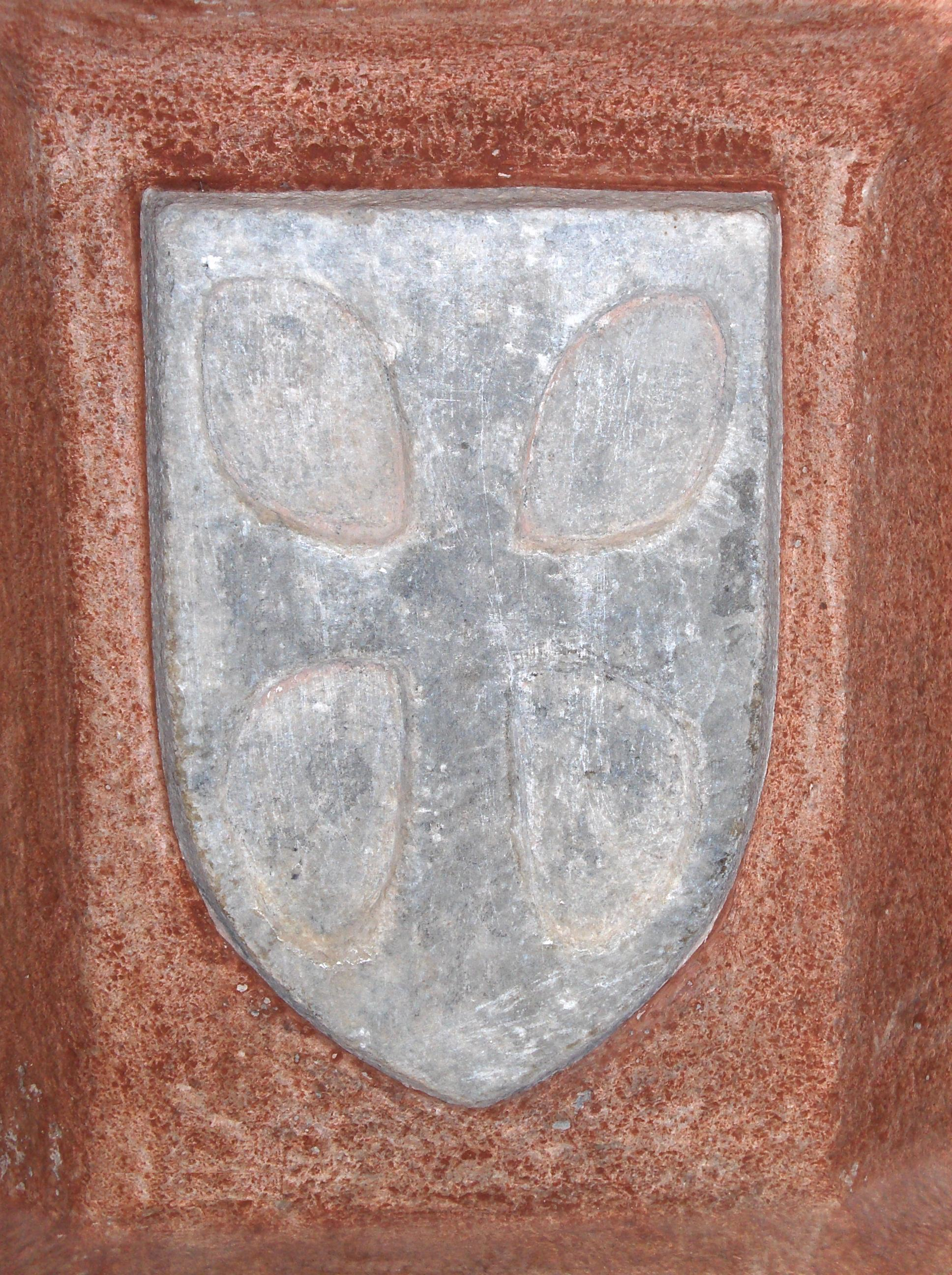
Écu des comtes de Comminges. De gueules, aux quatre otelles d'argent, adossées et posées en sautoir.
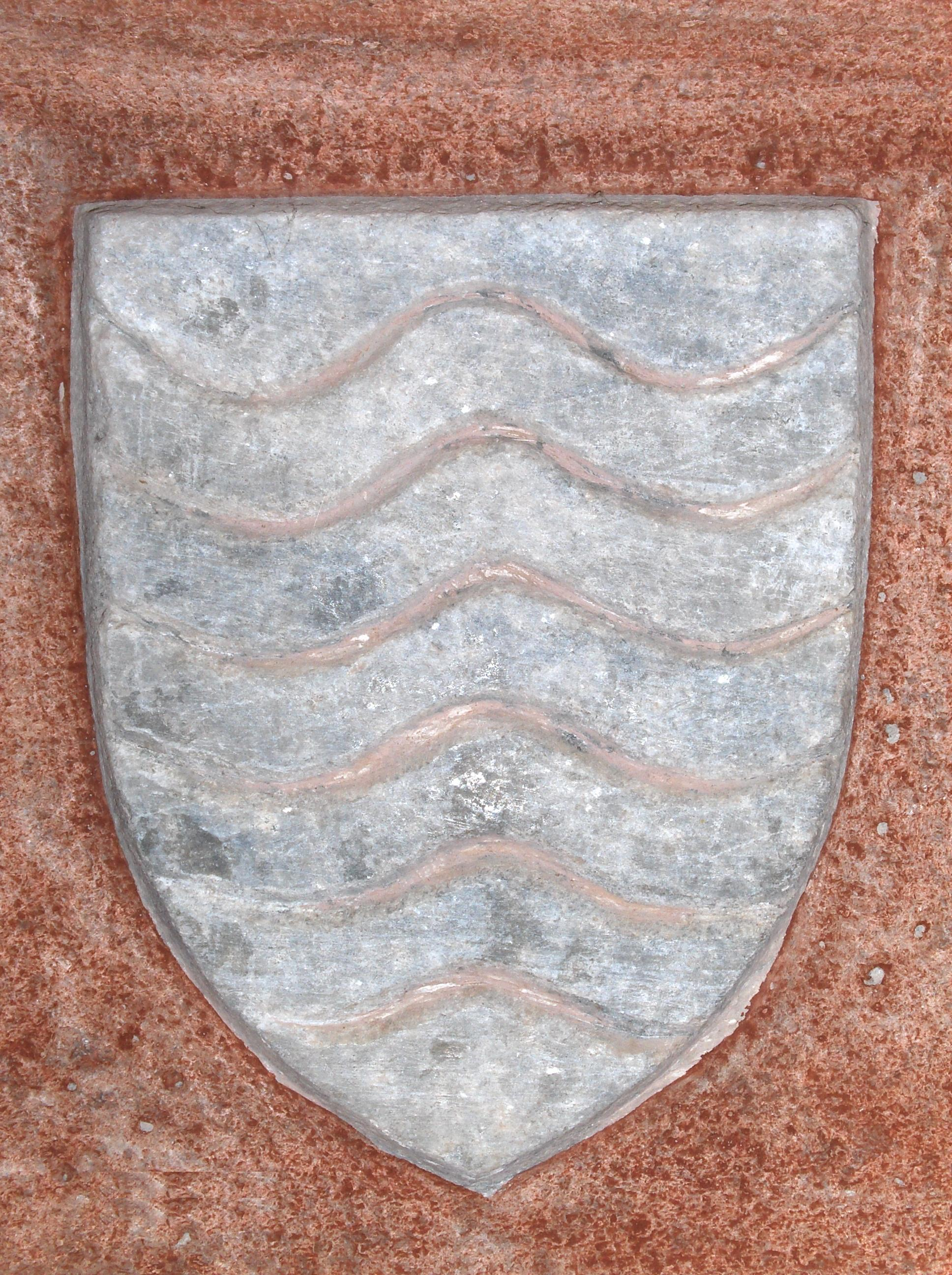
Écu des Pardaillan. D'argent, à trois fasces ondées d'azur.
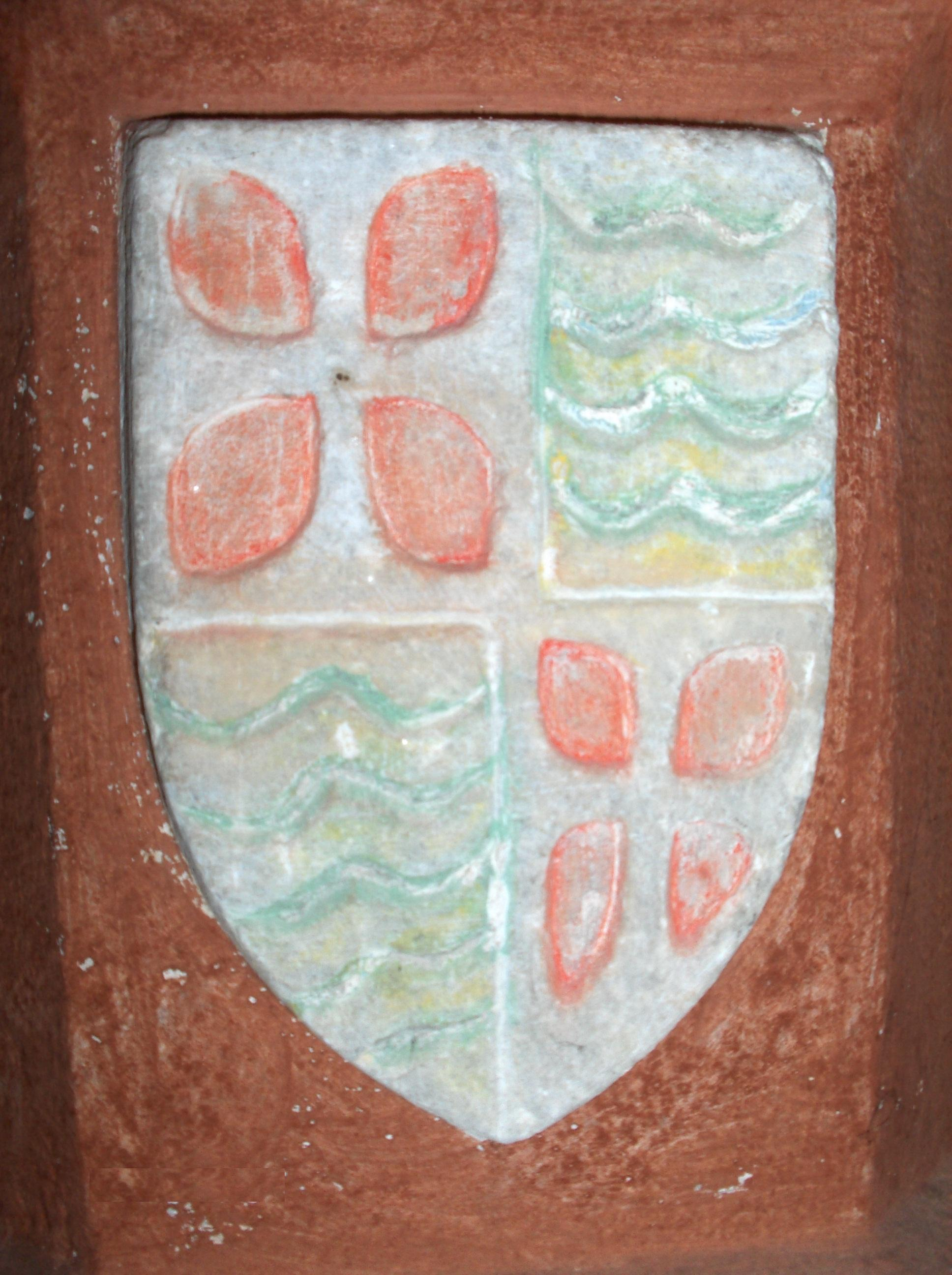
Écu des comtes de Comminges et des Pardaillan. Écartelé aux armes des comtes de Comminges aux 1er et 4e quarts ; aux armes des Pardaillan aux 2e et 3e quarts.

## Politique et administration

### Administration municipale
Le nombre d'habitants au recensement de 2011 étant compris entre 500 et 1 499 habitants, le nombre de membres du conseil municipal pour l'élection de 2014 est de quinze,.

### Rattachements administratifs et électoraux
Commune faisant partie de la huitième circonscription de la Haute-Garonne, de la communauté de communes Cagire-Garonne-Salat et du canton de Bagnères-de-Luchon (avant le redécoupage départemental de 2014, Marignac faisait partie de l'ex-canton de Saint-Béat ) et avant le 1er janvier 2017 elle faisait partie de la communauté de communes du canton de Saint-Béat.

### Liste des maires
Quatre maires seulement ont été élus depuis 1945 à Marignac :
| Période                                  | Période  | Identité             | Étiquette | Qualité                                                                 |
| ---------------------------------------- | -------- | -------------------- | --------- | ----------------------------------------------------------------------- |
| Les données manquantes sont à compléter. |          |                      |           |                                                                         |
| 1933                                     | 1938     | Lucien Saint         |           | Haut fonctionnaire                                                      |
| 1938                                     | 1944     | Jean-Baptiste Sécail |           |                                                                         |
| 1944                                     | 1945     | Marc Sère            |           |                                                                         |
| 1945                                     | 1962     | Louis Arnaud         | FGDS      | Suppléant du député Hippolyte Ducos (1958-1962)                         |
| 1962                                     | 1983     | François Gabas       | FGDS-MRG  | Suppléant du député Hippolyte Ducos (1968-1970) puis député (1970-1973) |
| 1983                                     | 2020     | André Pallas         | PS        | Retraité                                                                |
| 2020                                     | En cours | André Campagne       |           | Cadre retraité, ancien maire de La Fare-les-Oliviers (Bouches-du-Rhône) |

### Jumelages
Au 29 juin 2010, Marignac n'est jumelée avec aucune autre commune.

## Population et société

### Démographie

#### Évolution démographique
L'évolution du nombre d'habitants est connue à travers les recensements de la population effectués dans la commune depuis 1793. Pour les communes de moins de 10 000 habitants, une enquête de recensement portant sur toute la population est réalisée tous les cinq ans, les populations de référence des années intermédiaires étant quant à elles estimées par interpolation ou extrapolation. Pour la commune, le premier recensement exhaustif entrant dans le cadre du nouveau dispositif a été réalisé en 2008.

En 2022, la commune comptait 488 habitants, en évolution de +1,67 % par rapport à 2016 (Haute-Garonne : +8,02 %, France hors Mayotte : +2,11 %).
| 1793 | 1800 | 1806 | 1821 | 1831 | 1836 | 1841 | 1846 | 1851 |
| ---- | ---- | ---- | ---- | ---- | ---- | ---- | ---- | ---- |
| 553  | 569  | 620  | 624  | 724  | 794  | 776  | 831  | 831  |

| 1856 | 1861 | 1866 | 1872 | 1876 | 1881 | 1886 | 1891 | 1896 |
| ---- | ---- | ---- | ---- | ---- | ---- | ---- | ---- | ---- |
| 772  | 699  | 703  | 674  | 678  | 673  | 646  | 635  | 617  |

| 1901 | 1906 | 1911 | 1921 | 1926 | 1931 | 1936 | 1946 | 1954 |
| ---- | ---- | ---- | ---- | ---- | ---- | ---- | ---- | ---- |
| 588  | 590  | 526  | 710  | 880  | 808  | 638  | 698  | 602  |

| 1962 | 1968 | 1975 | 1982 | 1990 | 1999 | 2006 | 2008 | 2013 |
| ---- | ---- | ---- | ---- | ---- | ---- | ---- | ---- | ---- |
| 633  | 745  | 685  | 624  | 537  | 505  | 517  | 520  | 486  |

| 2018 | 2022 | - | - | - | - | - | - | - |
| ---- | ---- | - | - | - | - | - | - | - |
| 488  | 488  | - | - | - | - | - | - | - |

| selon la population municipale des années : | 1968 | 1975 | 1982 | 1990 | 1999 | 2006 | 2009 | 2013 |
| Rang de la commune dans le département      | 96   | 111  | 173  | 190  | 211  | 221  | 224  | 246  |
| Nombre de communes du département           | 592  | 582  | 586  | 588  | 588  | 588  | 589  | 589  |

### Service public
Pompiers : le 6 février 2010, un centre de secours et d'incendie a été inauguré en présence du président du Conseil général de la Haute-Garonne, du  sous-préfet de Saint-Gaudens, du directeur départemental des services d'incendie et de secours, et de représentants du canton et de la communauté de communes.
Le centre est situé rue des Usines, emplacement idéal au carrefour des vallées permettant des départs rapides vers les lieux d'interventions. Les locaux neufs sont adaptés aux moyens modernes d'intervention. Le département a doté le corps des pompiers d'un parc de véhicules dernier cri. Le terrain de 8 800 mètres carrés a été cédé gratuitement par la commune de Marignac au Conseil Général en 2003.
Marignac dispose d'une agence postale communale.

### Enseignement
Marignac est située dans l'académie de Toulouse.
La ville administre une école maternelle et une école élémentaire communales.

### Culture et festivités
Traditionnellement, la fête locale a lieu le troisième dimanche du mois d'août et est organisée par le comité des fêtes de Marignac.

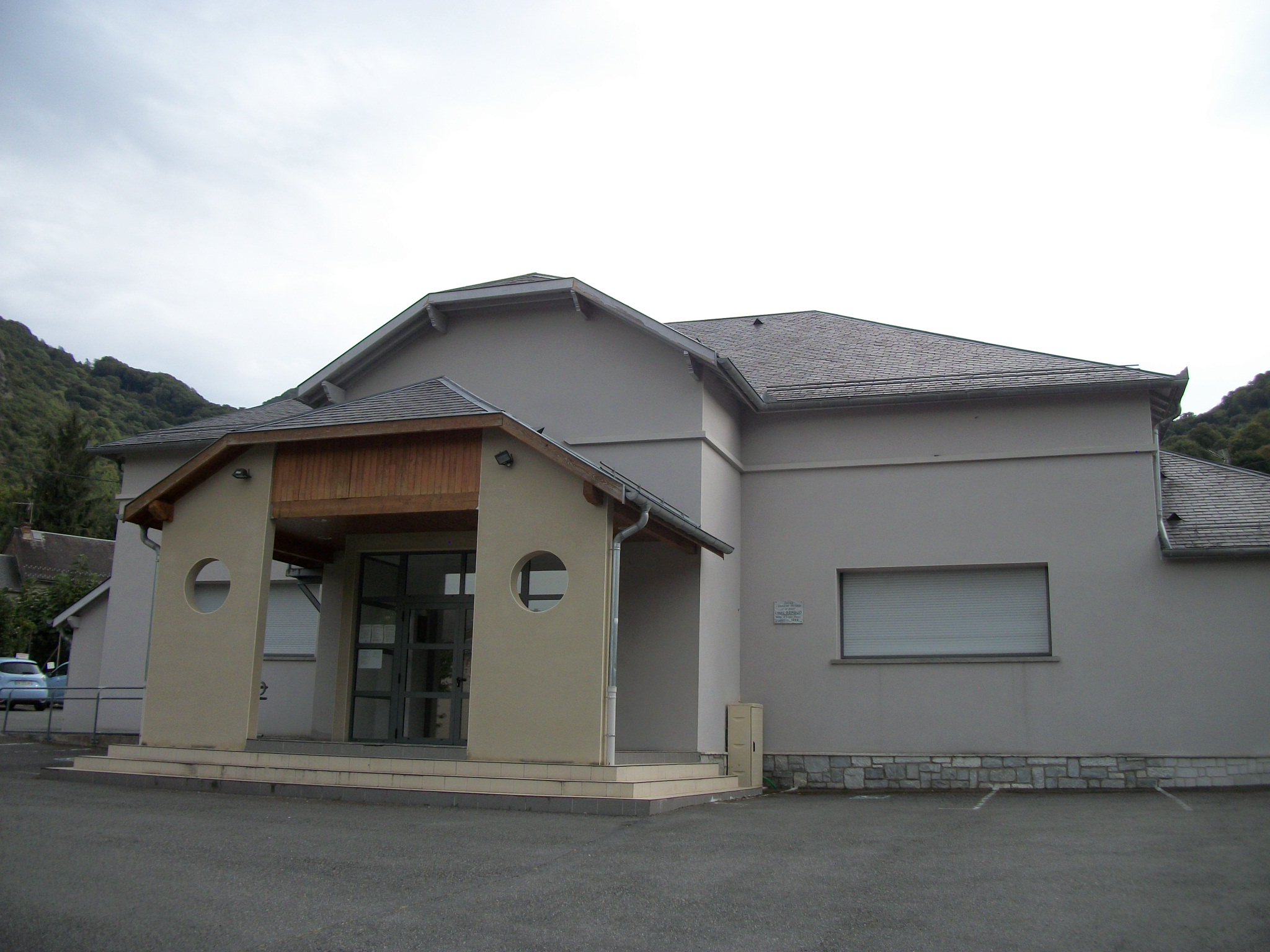
Salle d'éducation physique et de sport Louis Arnaud

Expression d'art (peinture, poésie…).

### Sports
Sont également présentes une association de football liée à Cierp-Gaud (USCGM), une association de pétanque, mais Marignac est aussi connue pour son Amicale Bouliste Marignacaise (ABM) : association de joueurs de lyonnaise (ou "de longue"). Cette dernière organise des concours internes, où sont mis en jeu divers challenges, tout au long de l'année et un concours officiel le 15 août. On remarque aussi l'existence de diverses associations : ball-trap, chasse, pêche,
Le lundi 23 juillet 2007, Marignac a eu l'honneur d'être un village étape où s'est déroulé un sprint de bonification pour la 15e étape du Tour de France. Cette étape reliant Foix à Loudenvielle a été remportée par Alexandre Vinokourov.

### Écologie et recyclage

#### Protection environnementale
La zone Natura 2000 de la Haute vallée de la Garonne, d'une superficie de 11 134 hectares, est classée, :
- en zone spéciale de conservation (en référence à la Directive Habitats) depuis 2008 ;
- en zone de protection spéciale (en référence à la Directive Oiseaux) depuis 2006.

Elle s'étend sur une partie de la commune de Marignac.
La zone Natura 2000 des Zones rupestres xérothermiques du bassin de Marignac, Saint-Béat, pic du Gar, montagne de Rié est classée en zone spéciale de conservation (en référence à la Directive Habitats) depuis 2007 ; avec une superficie de 7 680 hectares, elle s'étend sur une partie de la commune de Marignac.

### Cultes
La commune de Marignac fait partie du doyenné de Bagnères-de-Luchon, au sein du diocèse de Toulouse, elle dispose d'un lieu de culte catholique : l'église Sainte-Marie. Celle-ci a été rénovée en 1995 car elle menaçait de s'effondrer sur la partie ouest. De très gros travaux ont été réalisés pour sa remise en état.

## Économie

### Revenus
En 2018  (données Insee publiées en septembre 2021), la commune compte 235 ménages fiscaux, regroupant 475 personnes. La médiane du revenu disponible par unité de consommation est de 19 790 € (23 140 € dans le département).

### Emploi
|                | 2008   | 2013   | 2018  |
| -------------- | ------ | ------ | ----- |
| Commune        | 10,9 % | 10,5 % | 7,3 % |
| Département    | 7,7 %  | 9,6 %  | 9,3 % |
| France entière | 8,3 %  | 10 %   | 10 %  |

En 2018, la population âgée de 15 à 64 ans s'élève à 275 personnes, parmi lesquelles on compte 72 % d'actifs (64,7 % ayant un emploi et 7,3 % de chômeurs) et 28 % d'inactifs,. En  2018, le taux de chômage communal (au sens du recensement) des 15-64 ans est inférieur à celui de la France et du département, alors qu'en 2008 la situation était inverse.
La commune fait partie de la couronne de l'aire d'attraction de Bagnères-de-Luchon, du fait qu'au moins 15 % des actifs travaillent dans le pôle,. Elle compte 108 emplois en 2018, contre 91 en 2013 et 105 en 2008. Le nombre d'actifs ayant un emploi résidant dans la commune est de 180, soit un indicateur de concentration d'emploi de 60,2 % et un taux d'activité parmi les 15 ans ou plus de 48,4 %.
Sur ces 180 actifs de 15 ans ou plus ayant un emploi, 28 travaillent dans la commune, soit 16 % des habitants. Pour se rendre au travail, 94,4 % des habitants utilisent un véhicule personnel ou de fonction à quatre roues, 2,2 % les transports en commun, 2,3 % s'y rendent en deux-roues, à vélo ou à pied et 1,1 % n'ont pas besoin de transport (travail au domicile).

### Population active
Au recensement de 1999, la population active totale (actifs  + chômeurs) de Marignac s'élève à 203 personnes. Le taux d'activité entre 20 et 59 ans y est de 80 %, ce qui place la commune en dessous de la moyenne nationale (82,2 %). On y dénombre 38 chômeurs (18,7 % des actifs, taux supérieur à la moyenne nationale 12,9 %). En tout et pour tout, la population comprend 40 % d'actifs, 22,1 % de retraités, 21,7 % de jeunes scolarisés et 16,2 % d'autres personnes sans activité.
Par rapport aux moyennes nationales, le pourcentage de retraités y est plus important (22,1 % contre 18,2 %) et le pourcentage de jeunes scolarisés y est à l'inverse, inférieur (21,7 % contre 25 %).
En 2007, la population active totale représente 213 personnes, soit 41 % de la population. Le nombre de chômeurs s'est abaissé (32) et le taux de chômage de la population active s'établit à 15 %.

### Activités hors agriculture

#### Secteurs d'activités
26 établissements sont implantés  à Marignac au 31 décembre 2019. Le tableau ci-dessous en détaille le nombre par secteur d'activité et compare les ratios avec ceux du département,.
Le secteur de l'administration publique, l'enseignement, la santé humaine et l'action sociale est prépondérant sur la commune puisqu'il représente 23,1 % du nombre total d'établissements de la commune (6 sur les 26 entreprises implantées  à Marignac), contre 16,6 % au niveau départemental.

### Entreprises et commerces
Avant la Révolution, le village est essentiellement agricole, l'élevage et la production laitière viennent compléter ces premières activités. Le XIXe siècle fait connaître au village un essor du fait de quelques personnalités. C'est ainsi, qu'en 1877, une fruitière est installée au château d'Espouy, appartenant à Henri Ebelot, maire de Toulouse. En 1917, des usines hydroélectriques et électrochimiques sont implantées. L'industrie remplace progressivement les activités agricoles. Marignac a été le lieu de l'unique usine de production de magnésium en France. Le 18 avril 2001, la direction de l'usine Pechiney Électrométallurgie annonce la fermeture de cette usine (215 salariés). Ne subsiste dès lors que l'activité de recyclage des déchets de magnésium de classe I.
L'usine est rachetée par la société espagnole Ferro Atlantica, puis revendue au canadien Bernard Mathieu. Après de multiples 
problèmes auxquels Bernard Mathieu n'a pu faire face, le tribunal de commerce de Saint-Gaudens a été chargé de la liquidation de l'usine. Quatre repreneurs ont proposé une offre. Après de longues délibérations, l'usine a été attribuée le 2 mars 2009 à la société allemande Almamet. Celle-ci est implantée en Allemagne et est spécialisée dans le recyclage du magnésium. Elle est également implantée en Russie, Chine, Suisse, Turquie. L'usine ne compte plus que cinq salariés début 2011 et ferme définitivement en août 2012 après avoir licencié le personnel.
Un projet de centrale photovoltaïque a été déposé : des négociations sont en cours avec EDF. Le projet envisage de mettre en place 27 000 panneaux.[Quand ?]
Outre l'existence de l'école, d'une salle des fêtes rénovée et mise aux normes (2012) de deux gîtes ruraux, quelques commerces sont présents sur la commune : une boucherie, un salon de coiffure, un bar-tabac, deux entreprises d'électricité générale. Le 1er mars 2012, la municipalité a ouvert une agence postale communale (APC) dont le bureau se situe à l'intérieur de la mairie, dans le secrétariat ; il est ouvert 24 heures par semaine, alors que la poste n'ouvrait auparavant que 2 heures.

### Agriculture
|               | 1988 | 2000 | 2010 | 2020 |
| ------------- | ---- | ---- | ---- | ---- |
| Exploitations | 6    | 10   | 7    | 3    |
| SAU (ha)      | 20   | 70   | 72   | 47   |

La commune est dans les « Pyrénées centrales », une petite région agricole occupant le sud du département de la Haute-Garonne, massif montagneux où s’étagent les vallées profondes, la forêt et les zones intermédiaires, les estives. En 2020, l'orientation technico-économique de l'agriculture  sur la commune est l'élevage d'équidés et/ou d' autres herbivores. Trois exploitations agricoles ayant leur siège dans la commune sont dénombrées lors du recensement agricole de 2020 (six en 1988). La superficie agricole utilisée est de 47 ha,,.

## Culture locale et patrimoine

### Lieux et monuments
- L'église de la Nativité-de-la-Sainte-Vierge date du XIIe siècle[47].
- La commune compte encore trois chapelles : la chapelle de saint Martin (Xe et XIe siècles) rénovée en 2005 fut l'un des sièges des Templiers, la chapelle du Calvaire (au pied de la montagne d'Arie), et la chapelle saint Roch (entre le village et le hameau de Saint-Martin) et trois châteaux : celui d'Espouy, celui de Sacère (accolé à l'église et partiellement détruit à la Révolution), et le château Lucien Saint (érigé sous Monsieur Archidet).
- Une ancienne tour de guet (datant vraisemblablement de l'époque gallo-romaine) rénovée en 2003, communiquait avec les autres tours de la vallée de la Pique (Rouziet, Caltefort, Moustajon, Castelvielh, Gouaux, Oô, Garin, Castelblancat) et de la Garonne (Castech de Géry, Saint-Béat, Fos, Bezins, Eup, Chaum, Fronsac, Galié). Cette tour portant le numéro 14, selon la carte dressée par l'ingénieur Toussaint Lézat, fait partie d'un ensemble de 19 tours qui formaient un grand système de signaux servant à prévenir la plaine et à avertir les vallées.
- Une gentilhommière se trouve à l'entrée du village sur la route principale, nommée Les Bengalis (qui fut une ancienne maternité dirigée par Madame Boyer, sage-femme, laquelle avec sa sœur Madame Bielsa, également sage-femme, installée à Luchon, virent naître la majorité des enfants du canton jusqu'à la fin des années 1970). Deux autres sont construites à la sortie du village sur la même voie. La première constituée d'une tour hexagonale et d'une galerie du XVIIe siècle. La deuxième quant à elle fut l'ancienne habitation de Jean de Larrieu, seigneur de Marignac qui fit bâtir son château à cet endroit au XVIe siècle. Cependant, la propriété fut laissée à l'abandon et il faudra attendre que M. Talazac, durant la deuxième moitié du XIXe siècle, l'acquière pour entreprendre sa restauration.

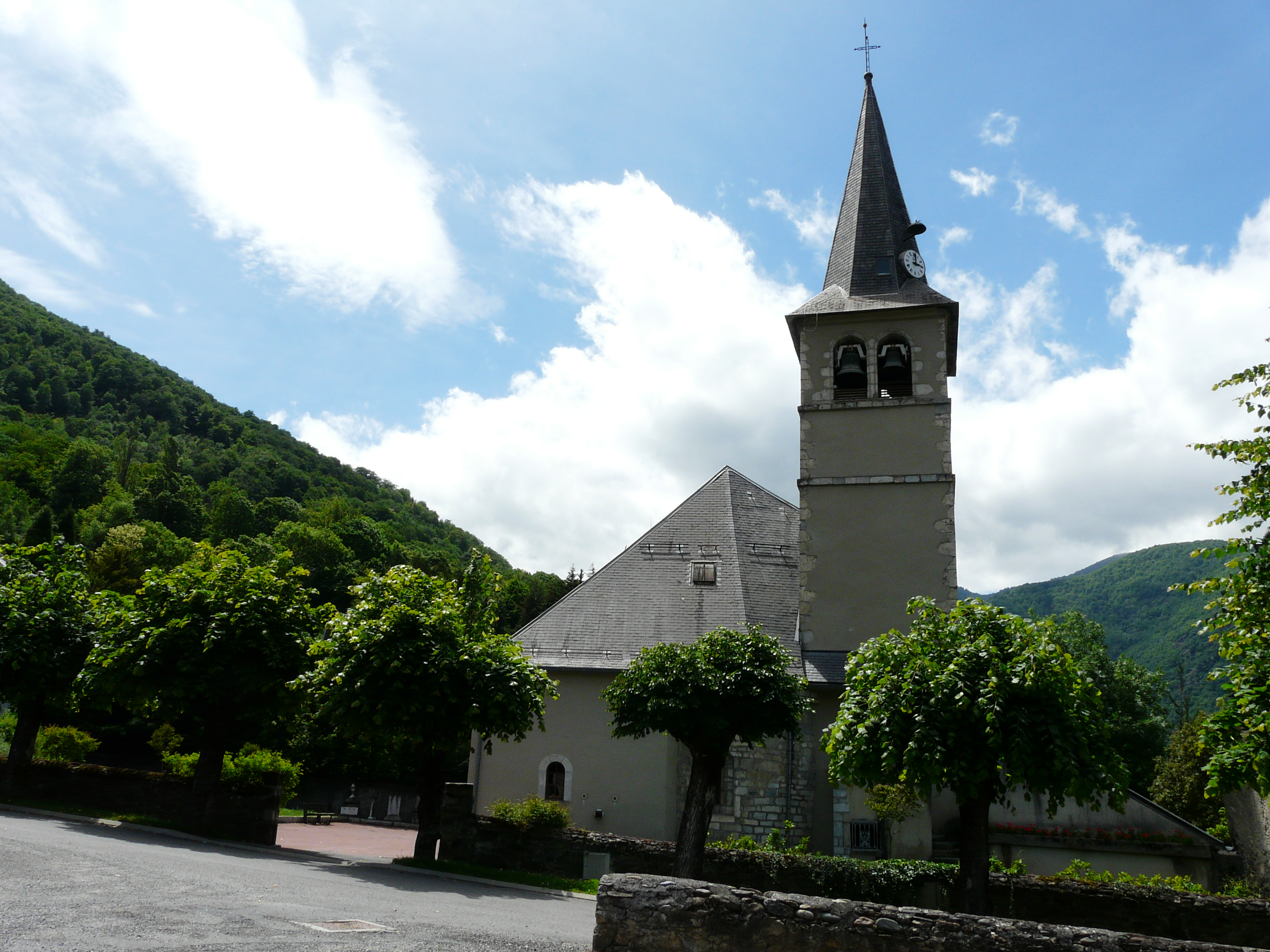
L'église de Marignac.
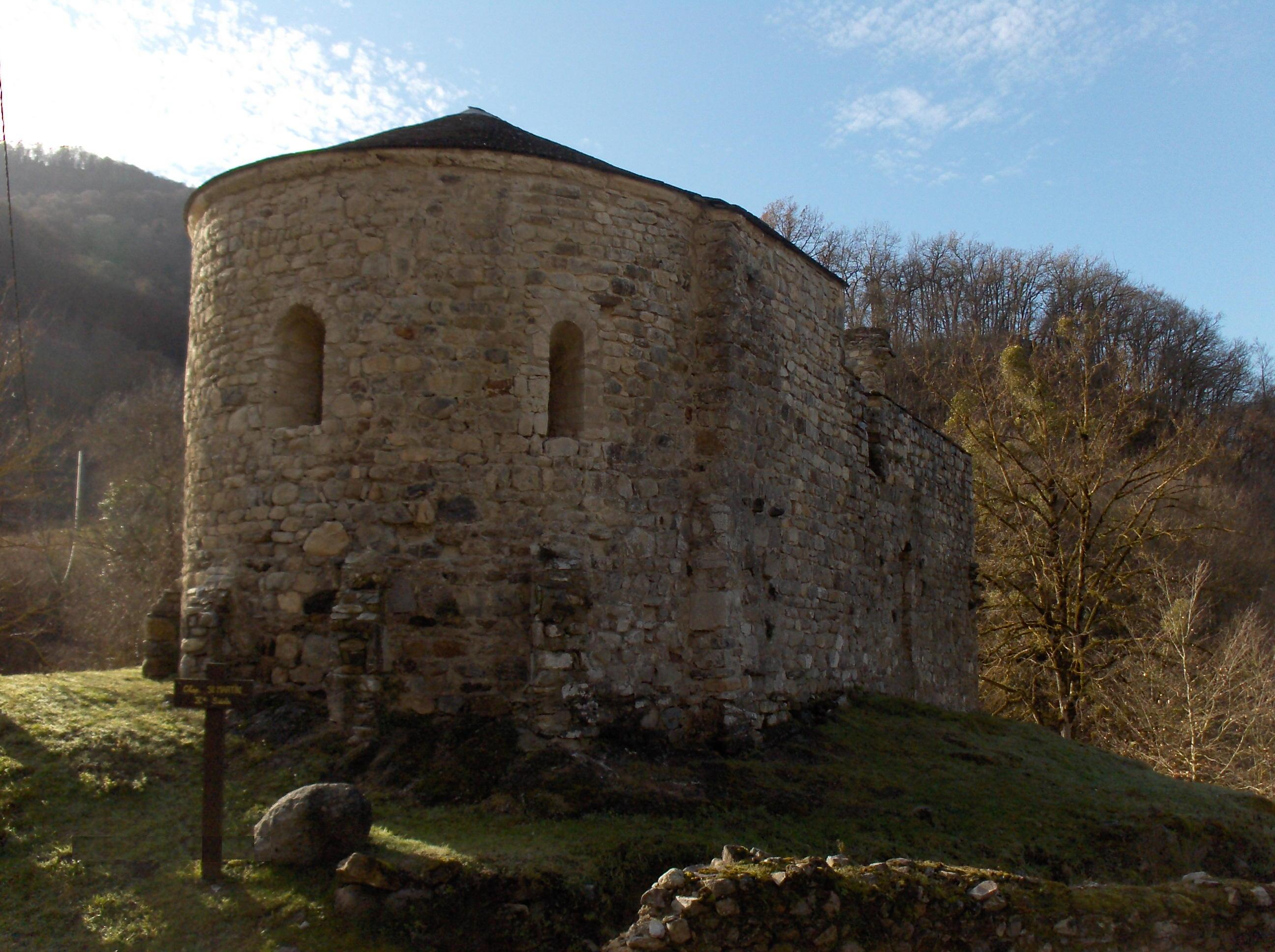
La chapelle de Saint-Martin datant des Xe et XIe siècles.
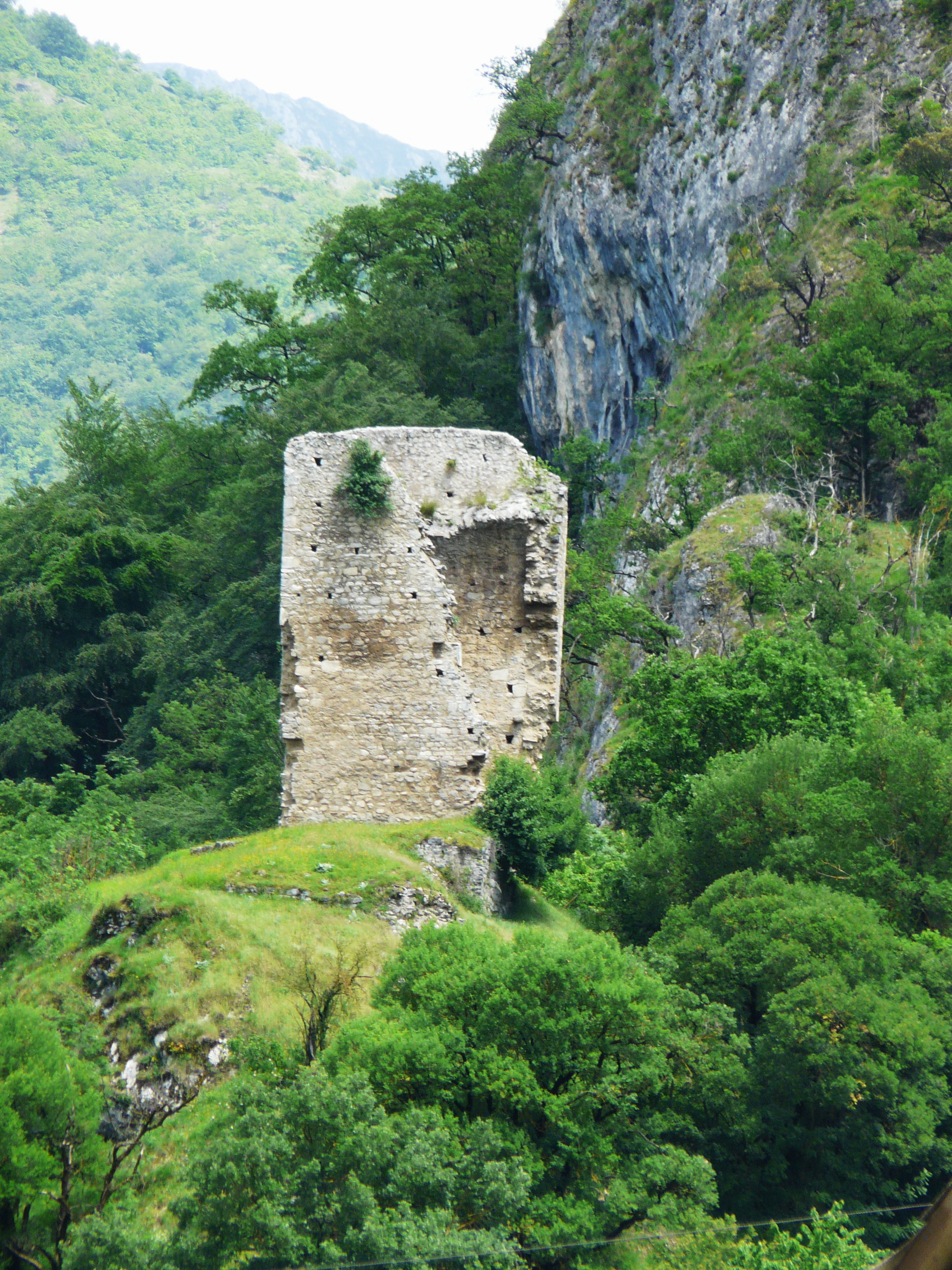
Les ruines de la tour à signaux.
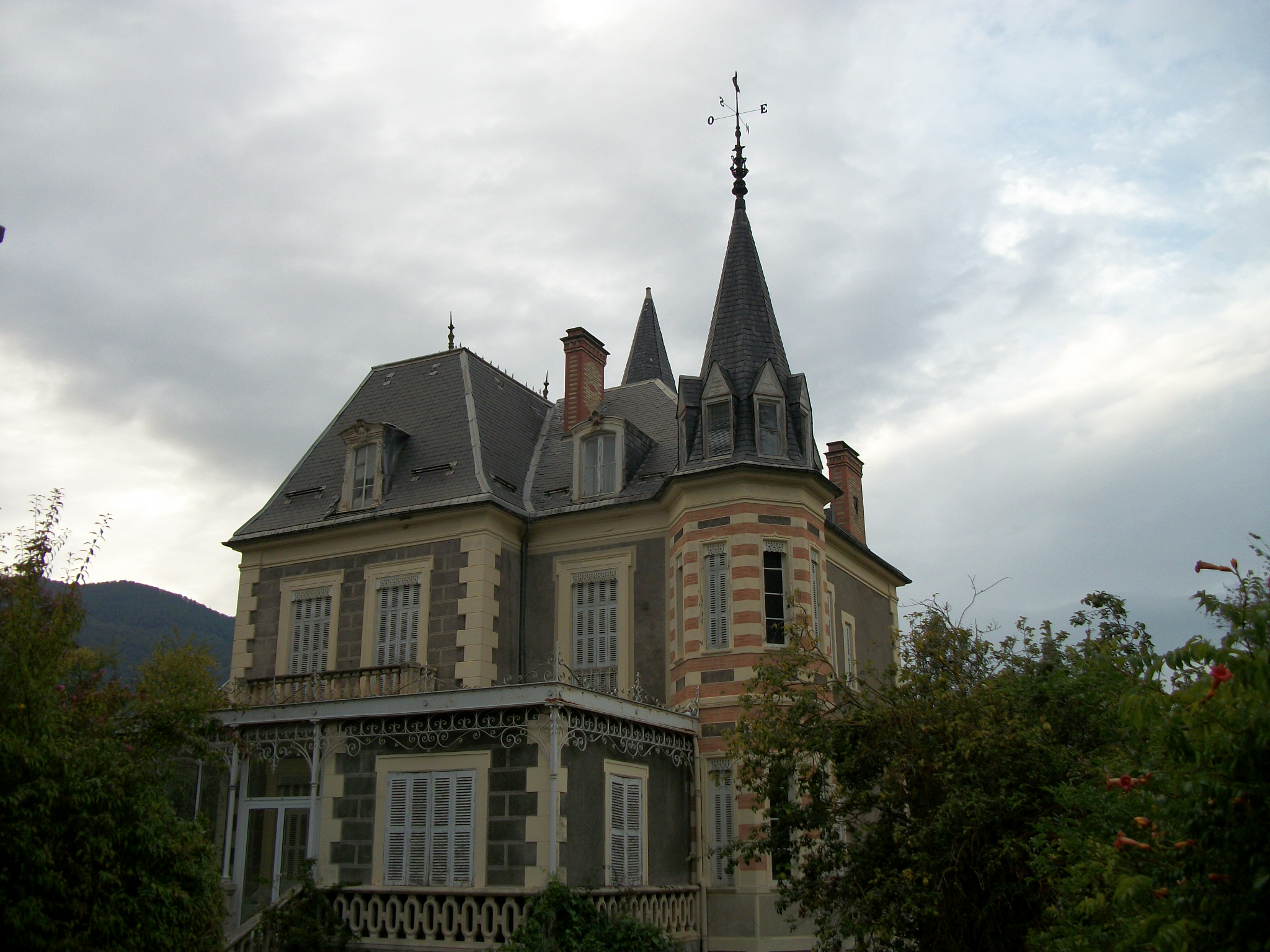
Une gentilhommière nommée Les Bengalis

- La fontaine dite « fontaine de Sabarrère » ou « fontaine aux canards » date de 1878.
- La mairie, ancien consistoire qui en 1893 accueille le groupe scolaire de la commune et qui désormais remplit pleinement les fonctions de mairie.
- Le monument aux morts, inauguré le 7 septembre 1920 en la mémoire des 39 habitants de Marignac morts pendant la Première Guerre mondiale.
- Le pont Saint-Laurent est le plus vieux pont de la commune.
- Des thurifères y poussent (environ 300 ont survécu à l'incendie de 2003 dû à la foudre).
- Le ruisseau dit "du Burat" dans lequel on peut pêcher, tout comme dans le lac de Géry, à côté de la Garonne. Celui-ci a été creusé en 1974 pour créer le barrage EDF du Plan d'Arem et le canal qui alimente en eau la centrale d'Arlos.
- Une dizaine de vestiges d'anciens moulins : au pont de la Mouline (moulin à minerais), au quartier Saint Martin (un moulin Assié [à scier]), au château d'Espouy (un moulin Assié et à farine), sous la chapelle de Saint Roch (un moulin battant), au village (le moulin de chez "Laourens", "la molo de Jouandrin", le moulin de chez "Compay"), dans la plaine ("la molo d'Andriou").
- De 1914 à 1952, le tramway de Marignac au Pont-du-Roy reliait la gare de Marignac - Saint-Béat et de facto la ligne de Montréjeau - Gourdan-Polignan à Luchon à la frontière espagnole, via Saint-Béat. De 1952 à 1954, il ne servit qu'au transport de la chaux des fours (à chaux) situés à l'entrée de Saint-Béat, quartier de Rapp, à l'usine de Marignac S.P.A. (société des produits azotés) où elle servait à la fabrication du carbure de calcium. Ces fours ont été démolis en 2001 par la société O.M.G. qui exploite le marbre de la montagne.
- En 1881, la commune de Marignac se dota d'un corps de sapeurs-pompiers, mais en 1946, c'est le corps des pompiers de Saint-Béat qui, à titre cantonal, prit le relais. C'est le 6 février 2010 que de nouveaux locaux ont été inaugurés rue de l'usine à Marignac, en remplacement des locaux vieux et non fonctionnels de Saint-Béat.
- La sculpture en marbre de Saint-Béat Le Couleur de magnésium rappelle l'usine "Pechiney électrométallurgie" de Marignac qui était la seule usine d'Europe à produire du magnésium de 1964 à 2001 grâce au procédé magnetherm inventé et mis au point à Marignac.
- Abreuvoir.
- Lavoirs.

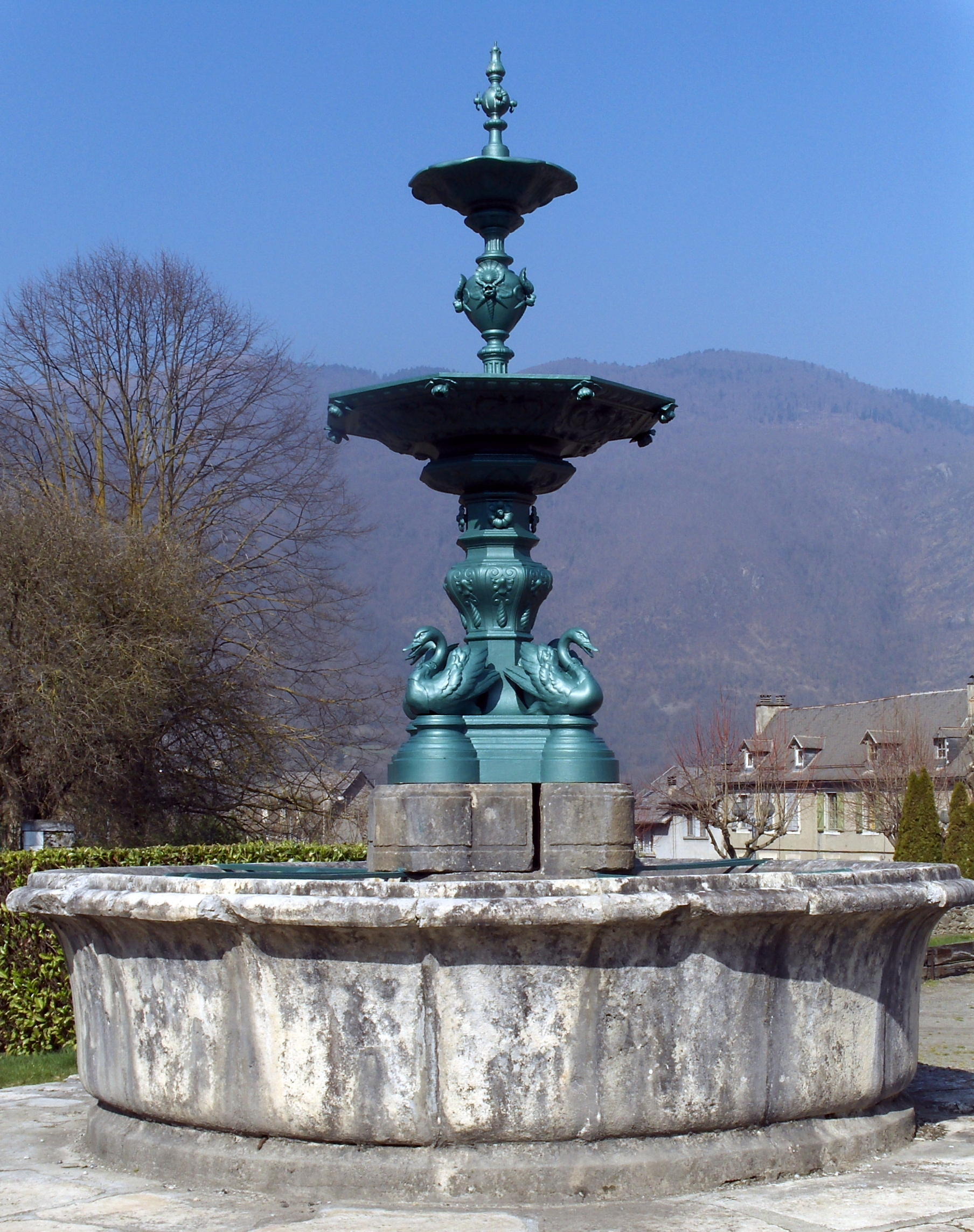
La fontaine de Sabarrère.
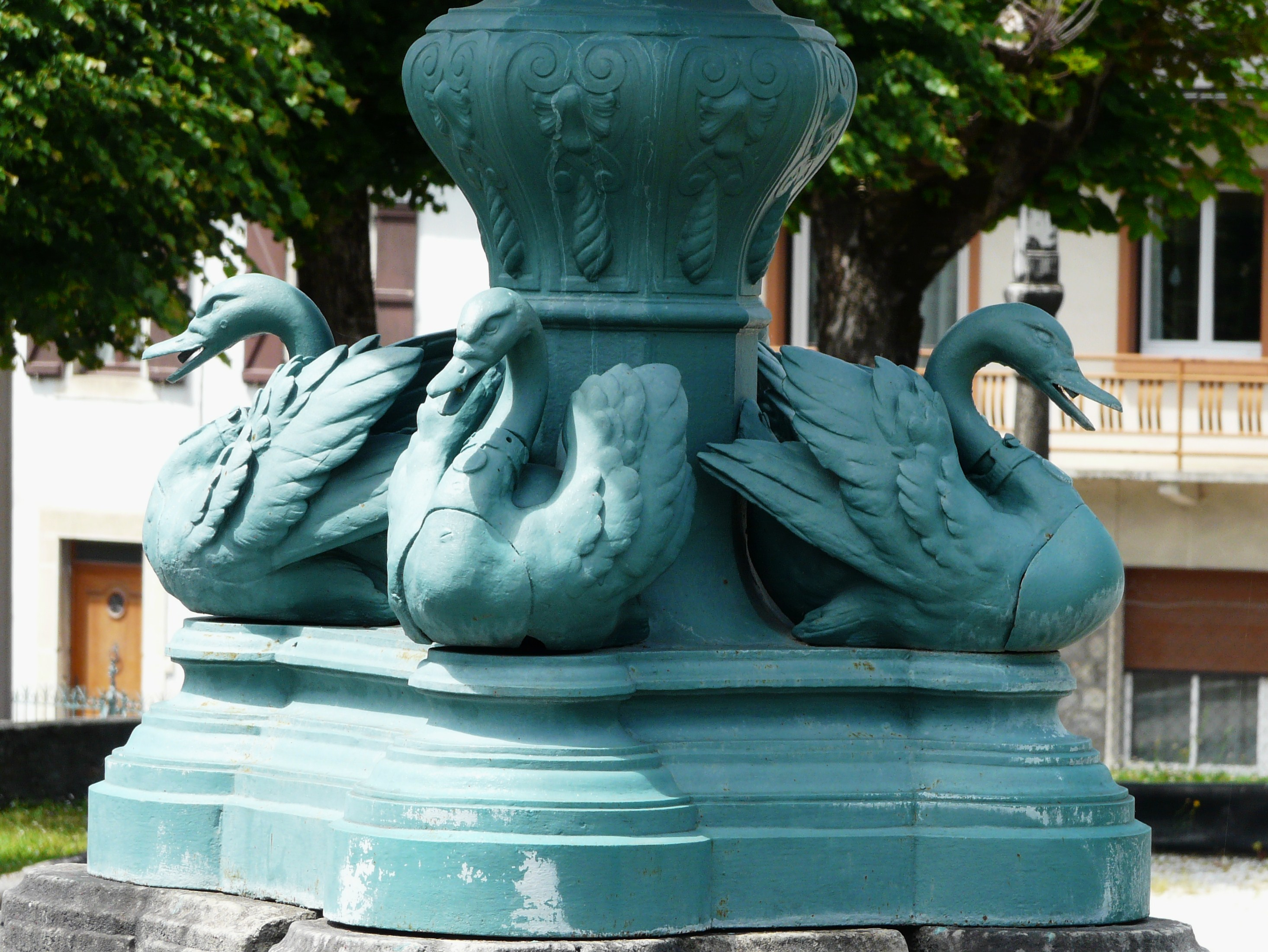
Les canards de la fontaine de Sabarrère.
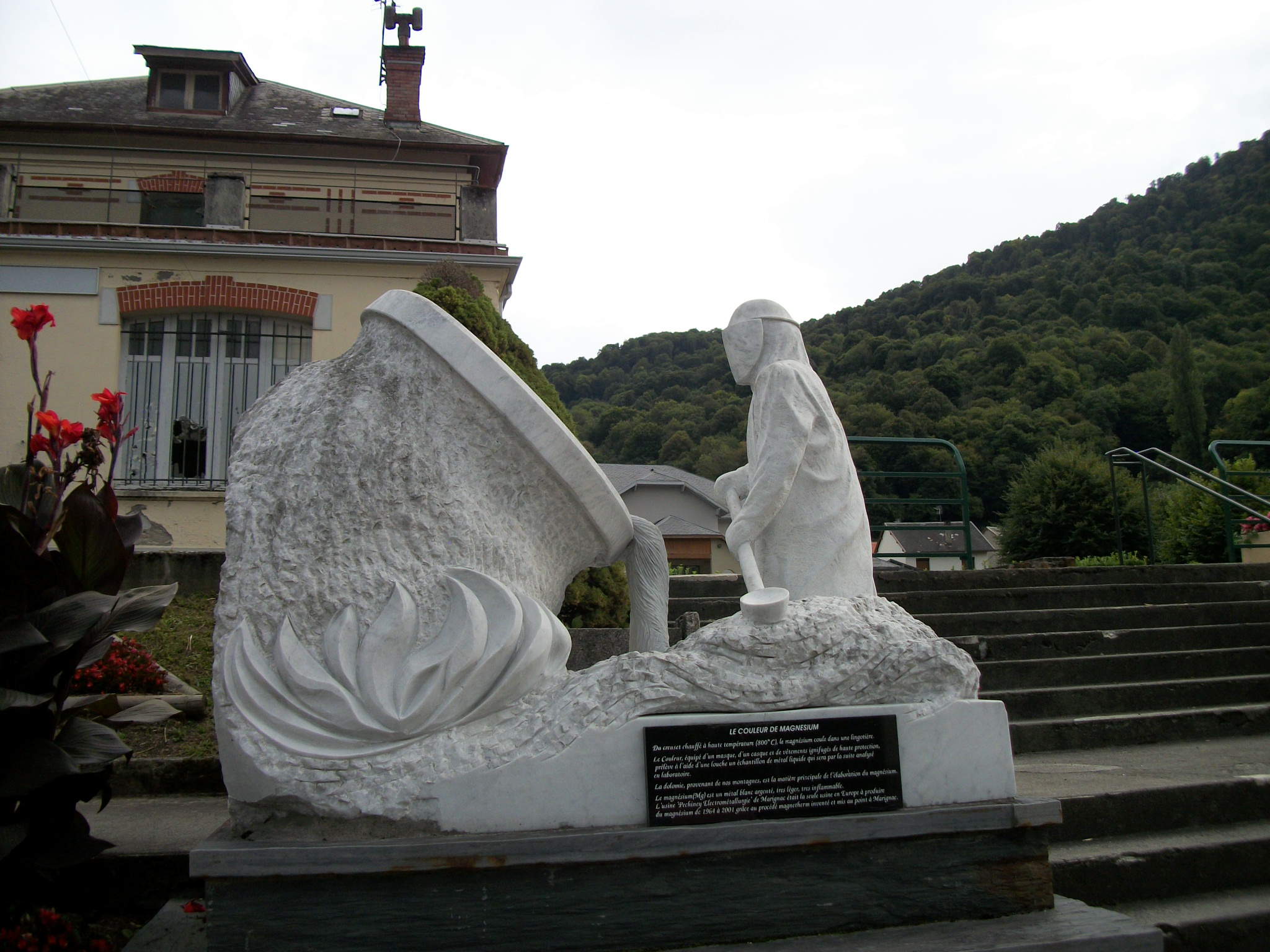
La sculpture en Marbre de Saint-Béat "le couleur de magnésium"
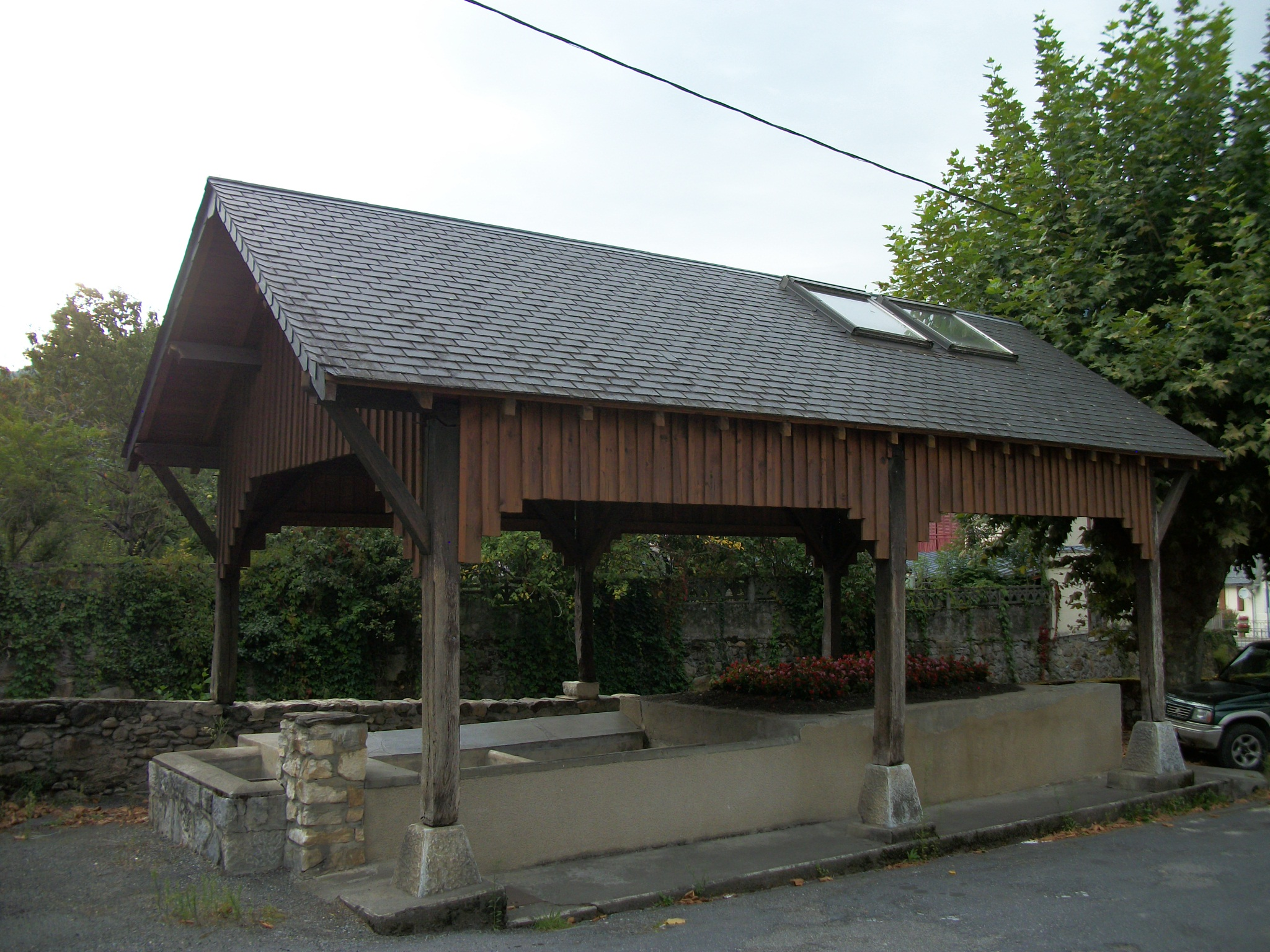
Un ancien lavoir restauré

### Personnalités liées à la commune
- Catherine Peyge, maire de Bobigny de 2006 à 2014
- Pierre Clair de Fondeville - Avocat, maire de Tarbes en 1790.
- Henri Ebelot (1831 –1902) - Brillant avocat, maire de Toulouse, propriétaire du château d'Espouy à Marignac.
- José-Maria de Heredia (1842 –1905) - Homme de lettres d'origine cubaine, séjourna à Marignac. Son recueil Les Trophées comporte un poème, L'exilée, dans lequel il fait une allusion au Pic du Gar : « Vers le Gar éclatant aux sept pointes calcaires ».
- Lucien Saint (1867 –1938) - Haut fonctionnaire et homme politique français, inhumé à Marignac.
- Jean-Marie Saint-Martin (1871-1928), Sénateur, conseiller général et maire de Saint-Béat, né à Marignac.
- Cloé Vidiane (1894 –1978) - Chanteuse et actrice française, créatrice de nombreuses revues et opérettes dont la plus célèbre des années 1930 Rose-Marie, inhumée à Marignac.
- Robert Thon (1929-2002) : peintre, né à Marignac.

#### Anciens maires
- Louis Ebelot - Maire de Marignac de 1904 à 1908.
- Paul Talazac - Maire de Marignac de 1908 à 1919.
- Louis Arnaud (° 1883 – † 1962) - Avocat, président honoraire du Tribunal administratif interdépartemental des Bouches-du-Rhône, officier de la Légion d'honneur, médaille militaire. Conseiller municipal de Marignac en 1919. Il proposa lors de la séance du 13 octobre que l'on érigeât un monument aux morts de la guerre 1914-1918 et définit les modalités pour trouver les ressources nécessaires. Ancien de l'Infanterie, il avait été blessé à l'épaule gauche à Verdun. Il fut élu maire de Marignac de 1945 à 1962 et député suppléant d'Hippolyte Ducos. C'est sous sa législature que l'on agrandit l'escalier de la place et que l'on construisit la salle des sports ou salle des fêtes.
- François Gabas (° 1910 – † 1991) - Sous-officier de réserve dans l'artillerie, il avait 30 ans lorsqu'il fut blessé au cours d'un bombardement aérien à Chambly (Oise) le 21 mai 1940. On l'amputa de la jambe droite et sa vue subit de graves dommages puisqu'il fut pensionné à 100 % pour les yeux. Deuxième adjoint, puis premier adjoint de 1947 à 1962, il devint à cette date maire de Marignac jusqu'en 1983 et dès lors maire honoraire. Député de la Haute-Garonne de 1970 à 1973, il fut membre de la Commission des affaires culturelles, familiales et sociales de l'Assemblée nationale. Titulaire de la médaille militaire, officier de la Légion d'honneur, c'est une personnalité marquante de Marignac, ce village pour lequel il a tant œuvré. Il a fait sienne cette devise : "mieux connaître le village pour mieux l'aimer". Il fut jusqu'en 1991 la mémoire du village.
- Maire en activité
- André Pallas (° 1937) - Élu pour la première fois maire en 1983. Agent de maîtrise à l'usine [Péchiney] Électrométallurgie (retraite en 1992). Conseiller municipal de 1965 à 1977. Premier adjoint de 1977 à 1983. Président du Sivom de Layrisse comprenant 11 communes de 1983 à janvier 2002 à la suite de la dissolution des SIVOM de Garonne et Layrisse, il est élu premier président de la communauté de communes du Canton de Saint-Béat en février 2002.

#### Autres personnalités
- Marquis de Noé, propriétaire du château d'Espouy.
- Baron de Sacère, dont le château comportant une pierre datée de 1265 est accolé à l'église.
- De Verdalle de Saint-Martin et seigneur Carsalade du Pont relatent la présence de Jean de Larrieu, seigneur de Marignac qui fit bâtir son château à la sortie du village, lequel château fut restauré par monsieur Talazac, (Marignacais installé à Port Saïd en 1865). Monsieur de Larrieu, aurait sous Henri IV formé le premier régiment de Cavalerie française et fondé l'École de Saumur en 1594.
- Bertrand de Fondeville - Labatut, qui résidait au château d'Espouy.
- Jean-Louis Vivès (1815-16 juillet 1900), éditeur et colporteur de livres. Il devient en 1872, à Paris, rue de l'Ambre, le premier imprimeur d'Europe de livres et de brochures catholiques. Pour ses services rendus, le Saint-Siège l'élèvera au grade de commandeur de l'Ordre de Saint-Grégoire-le-Grand. Décédé à Gaud et inhumé dans le cimetière de Marignac, cette distinction du Vatican figure sur sa stèle.
- Alfred Ébelot (1837 – 1912) - Frère de Henri Ebelot, ingénieur de l'École centrale des arts et manufactures, promotion 1863[70]. Il prit part aux travaux de construction de La Plata (République d'Argentine), en qualité d'ingénieur arpenteur. Rédacteur dans la Revue des deux Mondes de 1876 à 1890, il relate lui-même la pose de la première pierre de cette ville en 1882.
- Henri Batailler, tombé au champ d'honneur le 9 juin 1915, officier de carrière, major de Polytechnique, professeur à l'École de Guerre avant le conflit de 1914-1918, commandant d'artillerie, surnommé en 1914 « Le premier artilleur d'Europe ». Il fut l'auteur d'un Traité de Balistique dont on s'inspire encore aujourd'hui.
- Jean Saint-Martin - Médecin, fils d'Étienne Saint-Martin, instituteur durant 33 ans à Marignac.
- Marie Labatut (° 1890 – † 1979) - Antiquaire décoratrice à Paris, originaire d’Aurignac, acheta le château à la famille Saint. Elle fut la créatrice du style "Primavera". Elle est inhumée dans le cimetière de la commune.

## Compléments